# Cléguer
Cléguer [klegɛʁ] est une commune française, située dans le département du Morbihan en région Bretagne.

## Géographie

### Localisation
|  |

La commune a une superficie de 3 215 ha dont 778 ha de bois (taux de boisement de 24,2 % contre 16,4 % pour le département du  Morbihan). Le Scorff longe le territoire communal à l'ouest et matérialise ainsi la limite avec les communes voisines de Pont-Scorff et Arzano. Au nord coule le Saint-Sauveur, un affluent du Scorff, dont le cours matérialise la limite avec la commune voisine de Plouay. Le bourg, qui sert de chef-lieu, est situé à vol d'oiseau à 12,2 km au nord de la ville de Lorient. Au sud-ouest, l'agglomération du Bas- Pont-Scorff constitue un faubourg de la ville de Pont-Scorff. La commune, à l'origine rurale et agricole, s'est urbanisée à partir de 1975, en raison de sa proximité avec la ville de Lorient, devenant une banlieue résidentielle de celle-ci.

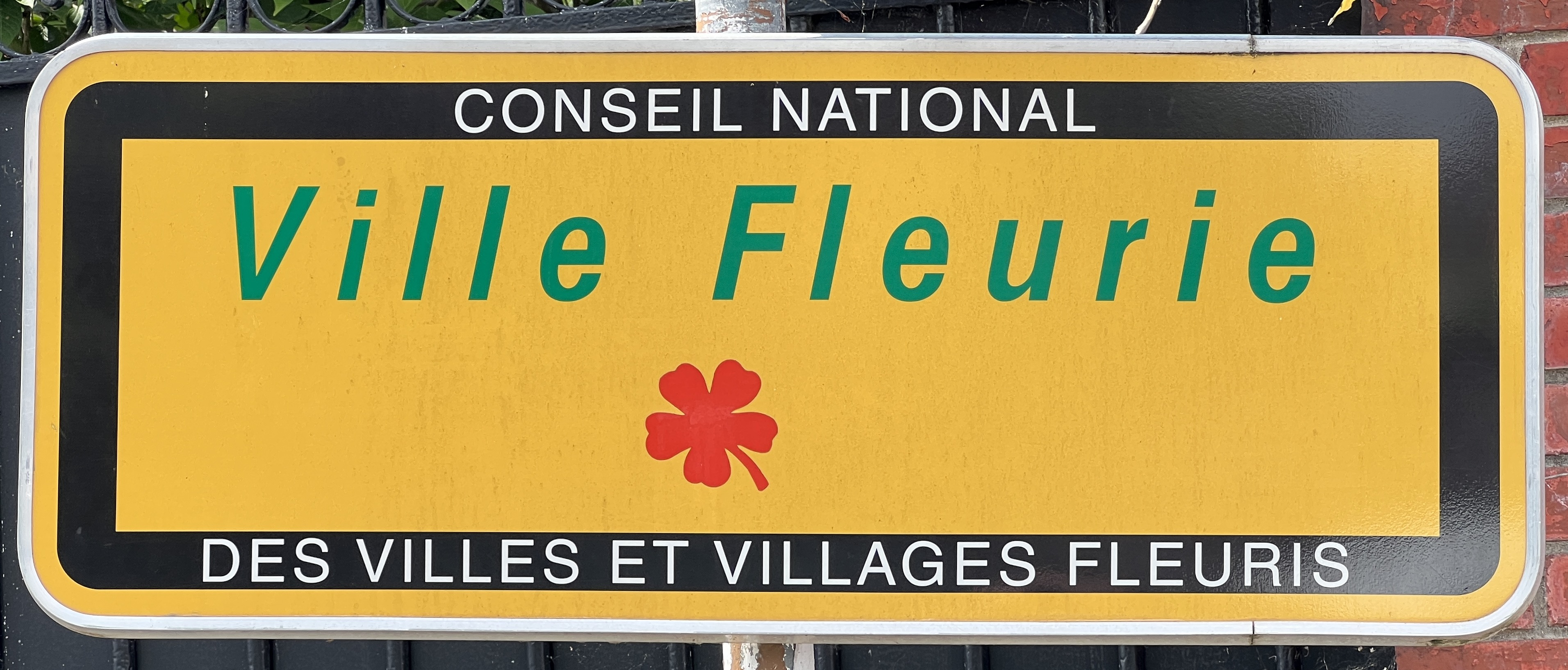
La récompense "Ville Fleurie", également connue sous le nom de "Villes et Villages fleuris, anciennement appelée concours, a été créée en 1959 en France pour promouvoir le fleurissement, l'environnement de vie et les espaces verts.

### Communes limitrophes
Les communes limitrophes sont Plouay, Calan, Inzinzac-Lochrist, Caudan, Pont-Scorff et Arzano.
| Arzano (Finistère) | Plouay  |                   |
|                    | Cléguer | Calan             |
| Pont-Scorff        | Caudan  | Inzinzac-Lochrist |

### Relief et hydrographie
L'altitude au sein du finage communal varie entre 2 mètres, point le plus bas de la commune, au niveau de l'estuaire du Scorff à l'extrémité sud de la commune et 107 mètres sur le plateau armoricain au nord de la commune.
| - Carte topographique de la commune de Cléguer. |

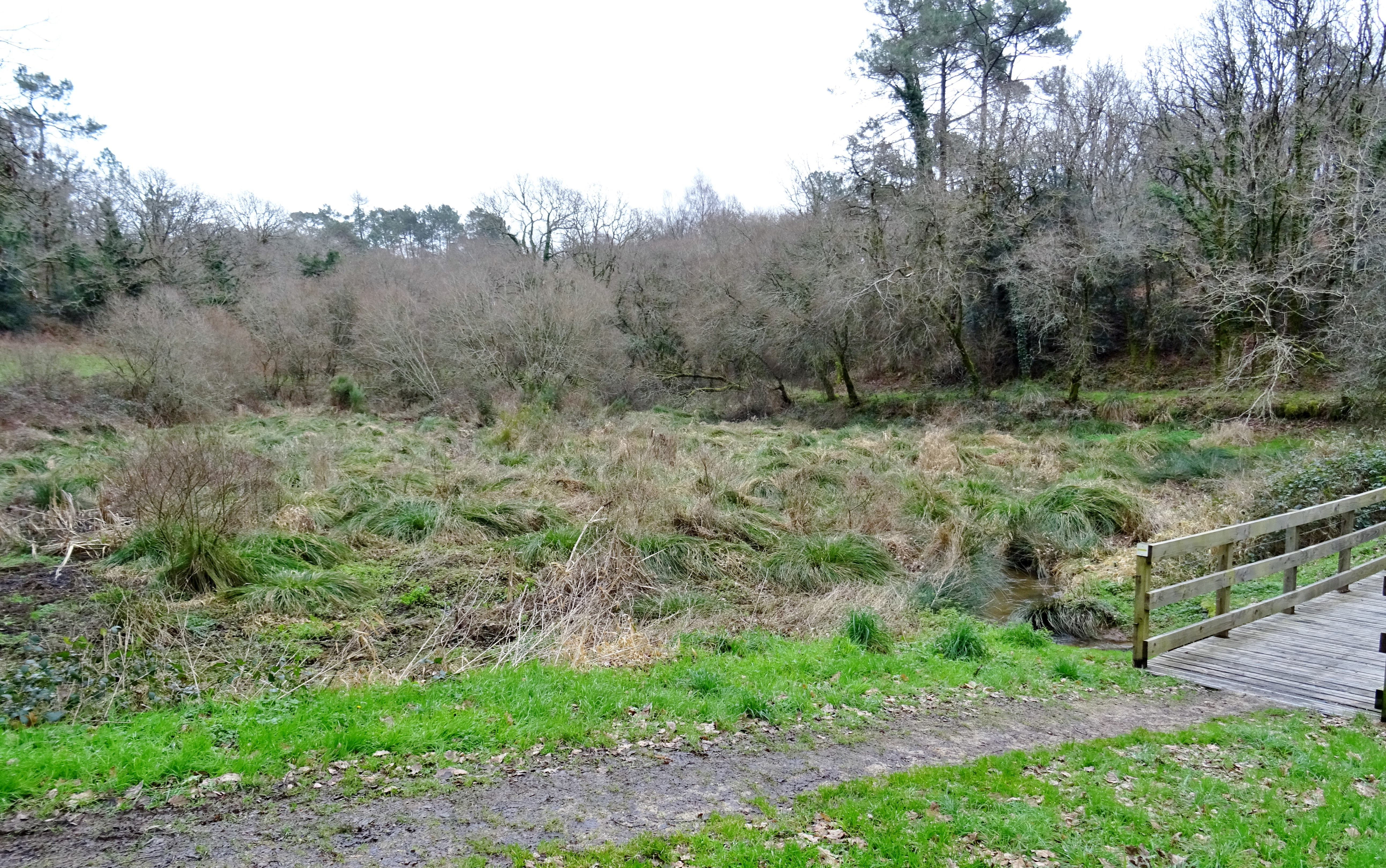
Le site de l'ancien étang de Pont Person (sur un affluent du Scorff), redevenu une zone naturelle humide afin de rétablir la continuité écologique.

La commune est située dans le bassin Loire-Bretagne. Elle est drainée par le Scorff, le Crano, le Kergonan, le ruisseau du Crano et divers autres petits cours d'eau,.
Le Scorff sert côté Ouest de limite communale avec Arzano et Pont-Scorff (et aussi en partie de limite départementale entre le Morbihan et le Finistère) ; plusieurs de ses affluents de rive gauche concernent la commune : le Ruisseau de Crano (dit aussi Ruisseau de Saint-Sauveur) sert en partie de limite communale avec Plouay avant de traverser plus en aval la partie Nord-Ouest de la commune et alimenter l'étang de Tronchâteau, vaste de 5 hectares avant sa confluence avec le Scorff ; un autre petit affluent qui a sa source dans la commune, passe au nord du bourg avant de rejoindre le Scoff au sud du château de Tronchâteau ; un troisième, le Ruisseau Blanc, qui a aussi sa source dans la commune alimentait l'ancien étang de Pont Person, créé en 1990, mais qui faisiat obstacle à la libre circulation des espèces aquatiques et des sédiments, redevenu en 2020 une zone naturelle humide afin de rétablir la continuité écologique ; enfin un quatrième sert de limite Sud à la commune, la séparant de Caudan et alimente l'étang de Kersalo avant de rejoindre le Scorff au sud de Saint-Urchaud. Enfin, côté Est, le Ruisseau de Kergonano marque la limite communale avec Calan ; c'est un affluent de rive droite du Blavet.

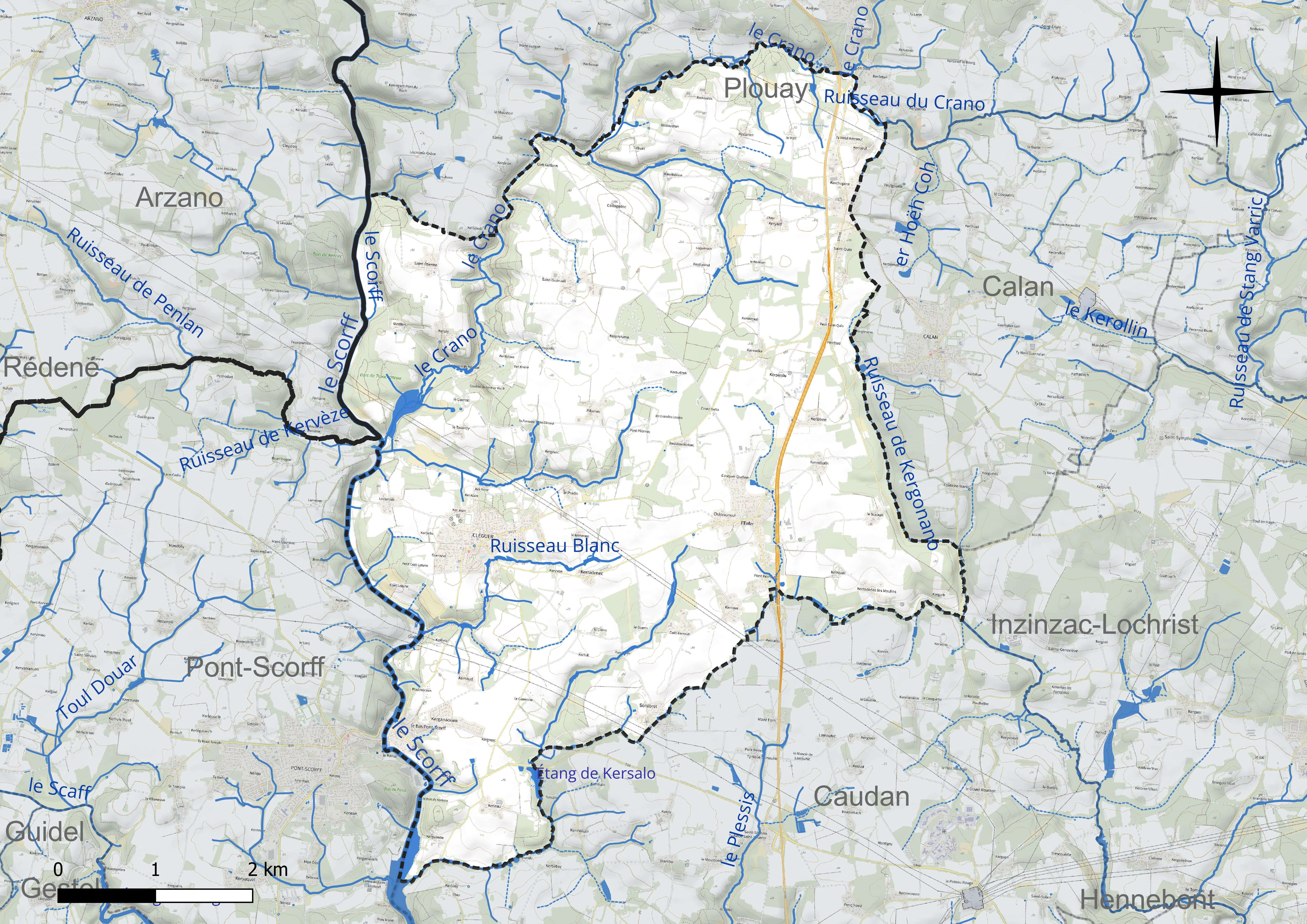
Réseau hydrographique de Cléguer.

### Climat
Pour des articles plus généraux, voir Climat de la Bretagne et Climat du Morbihan.
En 2010, le climat de la commune est de type climat océanique franc, selon une étude du CNRS s'appuyant sur une série de données couvrant la période 1971-2000. En 2020, Météo-France publie une typologie des climats de la France métropolitaine dans laquelle la commune est exposée à un climat océanique et est dans la région climatique  Bretagne orientale et méridionale, Pays nantais, Vendée, caractérisée par une faible pluviométrie en été et une bonne insolation. Parallèlement l'observatoire de l'environnement en Bretagne publie en 2020 un zonage climatique de la région Bretagne, s'appuyant sur des données de Météo-France de 2009. La commune est, selon ce zonage, dans la zone « Intérieur », exposée à un climat médian, à dominante océanique.
Pour la période 1971-2000, la température annuelle moyenne est de 11,7 °C, avec une amplitude thermique annuelle de 11,5 °C. Le cumul annuel moyen de précipitations est de 992 mm, avec 14,7 jours de précipitations en janvier et 7,2 jours en juillet. Pour la période 1991-2020, la température moyenne annuelle observée sur la station météorologique la plus proche, située sur la commune de Plouay à 8 km à vol d'oiseau, est de 11,8 °C et le cumul annuel moyen de précipitations est de 1 149,0 mm,. Pour l'avenir, les paramètres climatiques de la commune estimés pour 2050 selon différents scénarios d’émission de gaz à effet de serre sont consultables sur un site dédié publié par Météo-France en novembre 2022.

## Urbanisme

### Typologie
Au 1er janvier 2024, Cléguer est catégorisée bourg rural, selon la nouvelle grille communale de densité à sept niveaux définie par l'Insee en 2022.
Elle est située hors unité urbaine. Par ailleurs la commune fait partie de l'aire d'attraction de Lorient, dont elle est une commune de la couronne,. Cette aire, qui regroupe 31 communes, est catégorisée dans les aires de 200 000 à moins de 700 000 habitants,.

### Occupation des sols

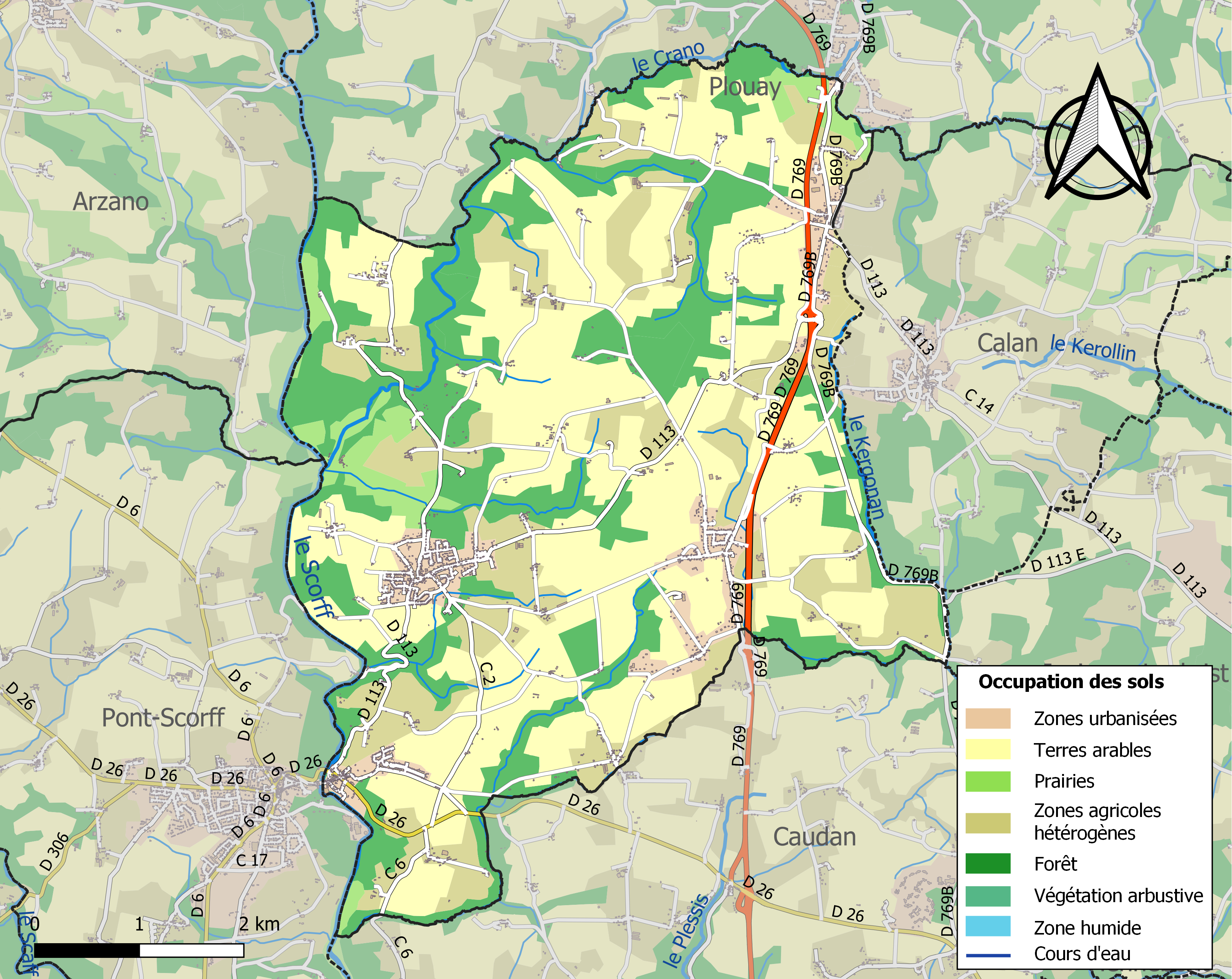
Carte des infrastructures et de l'occupation des sols de la commune en 2018 (CLC).

Le tableau ci-dessous présente l'occupation des sols de la commune en 2018, telle qu'elle ressort de la base de données européenne d’occupation biophysique des sols Corine Land Cover (CLC).
| Type d’occupation                                                                   | Pourcentage | Superficie (en hectares) |
| ----------------------------------------------------------------------------------- | ----------- | ------------------------ |
| Tissu urbain discontinu                                                             | 6,2 %       | 202                      |
| Terres arables hors périmètres d'irrigation                                         | 44,1 %      | 1432                     |
| Prairies et autres surfaces toujours en herbe                                       | 3,4 %       | 111                      |
| Systèmes culturaux et parcellaires complexes                                        | 14,2 %      | 460                      |
| Surfaces essentiellement agricoles interrompues par des espaces naturels importants | 5,6 %       | 181                      |
| Forêts de feuillus                                                                  | 20,4 %      | 662                      |
| Forêts mélangées                                                                    | 6,1 %       | 199                      |
| Source : Corine Land Cover                                                          |             |                          |

### Voies de communication
La commune est traversée selon un axe Nord/-Sud par l'axe Lorient-Roscoff (départementale 769) dont une partie du tracé a été récemment aménagé en 2x2 voies (voie express).

### Transports en commun
La commune de Cléguer est desservie par le réseau Izilo :
| Ligne | 11  |  | Cléguer - La Croix Rouge ↔ Lorient - Port de Pêche         |
| Ligne | 40E |  | Plouay - Gare routière ↔ Cléguer ↔ Lorient Gare d'échanges |
| Ligne | 102 |  | Lanvaudan Centre ↔ Cléguer ↔ Plouay - Gare routière        |
| Ligne | 107 |  | Cléguer - Place du Puits ↔ Pont-Scorff - Gendarmerie       |

## Toponymie
Le nom de la commune en breton est Kliger (prononcé [ˈkliɟəʁ]) qui dérive du vieux breton Clegyr désignant une crête rocheuse. Autre hypothèse Cléguer signifie enclos de Saint Guérec , de klod , enclos, ayant évolué en cle et Guer, diminutif de Guérec, Saint Guérec étant le patron de la paroisse.

## Histoire

### Préhistoire et Antiquité
Les restes d'un dolmen séparé en 7 ou 8 morceaux étaient visibles en 1825 près de la chapelle Saint-Nicolas.
Trois tumuli datant de l'âge du bronze ont été découverts à Kelleverin.
Des vestiges d'établissements romains, principalement des tessons de poteries, ont été trouvés à Kergaindo.

### Moyen Âge
Historiquement, la commune de Cléguer fait partie du Pays vannetais et du Kemenet-Héboé (à la fin du XIIe siècle, Olivier de Lanvaux épousa Adelice d'Hennebont, qui lui apporta une partie du Kemenet-Héboë, dont la paroisse de Cléguer.
Le château de Tronchâteau, situé en Cléguer, a passé autrefois pour une place très-forte. Il était défendu par un rempart fort élevé et flanqué de grosses tours. La seigneurie de Tronchâteau est attesté dès le XIIIe siècle comme appartenant à Pierre de Bretagne. Le duc Jean III la donna en 1334 à Jean le bâtard, son fils; mais le prince ayant senti combien cette place était importante pour la conservation du duché, la retira des mains de son fils, à qui il donna plusieurs autres terres en dédommagement. En 1455, Pierre II la donna à Jean de Malestroit. Les seigneurs de Tronchâteau avaient droit de haute, moyenne et basse justice. Pontcallec, Tronchâteau, Tihenri et La Bruyère étaient alors quatre chatellenies distinctes.
Les autres maisons nobles étaient les manoirs de Kersaliou, du Cosquer (la famille Lucas du Cosquer et de Kersallo est présente aux réformations et montres entre 1448 et 1536) et de Mélian [Meslien], possédé par la famille Pavec (Alain Pavec par exemple en 1426), fondue par mariage dans la famille Cléguennec en 1622, laquelle fut fondue à son tour en 1682 dans la famille de Robecq par la suite (par le mariage de Françoise de Cléguennec avec Joseph Yves de Robecq, capitaine général garde-côtes du Port-Louis). Déjà en ruines lors de la Révolution française, le château médiéval de Meslien a été remplacé par un nouveau château achevé en 1812.
En 1443 le moulin Maria et sa pêcherie était pour moitié possédé par Henri du Leslé , le titulaire de la chapellenie du Bas Pont-Scorff jouissant de l'autre moitié, avec maisons, jardins et four banal.

### Temps modernes

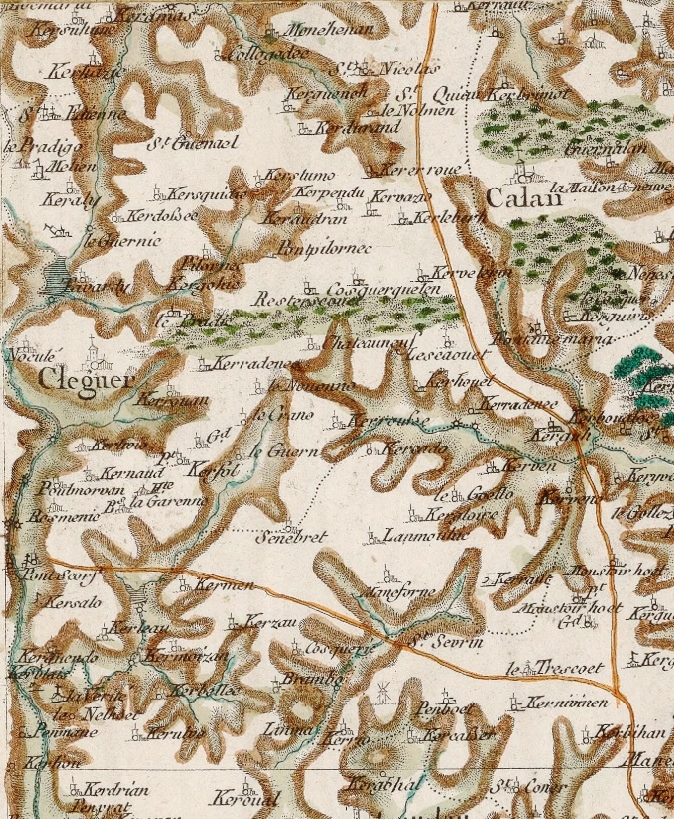
Carte de Cassini de la paroisse de Cléguer (1789).

Jean-Baptiste Ogée décrit ainsi la paroisse de Cléguer en 1778 :

« Cléguer ; à un quart de lieue à l'Ouest-Nord-Ouest de Vannes, son évêché ; à 17 lieues trois-quarts de Rennes, et à 2 lieues d'Hennebon, sa subdélégation et son ressort. Cette paroisse, dont la cure est à l'alternative, compte 2 600 communiants. Le Roi est le seigneur supérieur. La rivière d'Efcorff divise ce territoire, qui est coupé d'une infinité de ruisseaux, qui vont se jeter, au travers de très belles prairies, dans cette rivière. Les terres en labeur sont fertiles et bien cultivées ; c'est avec peine qu'on y voit des landes ; le terrein [terrain] est couvert d'arbres et de buissons. »

### Révolution française
Laurent Le Floch, curé de Cléguer en 1791, fut guillotiné le 22 mars 1796 à Vannes.
Guy Marie Charles de Robecq, ancien officier de dragons, fils de Charles de Robecq (lequel avait construit le château de Meslien), chouan qui avait participé à l'expédition de Quiberon, fut fusillé à Auray le 12 thermidor an III (30 juillet 1795).

### LeXIXesiècle
En 1812 un nouveau château est construit pour remplacer l'ancien château de Tronchâteau ruiné pendant la Révolution.
Une demande faite par le conseil municipal de la commune de Lesbin-Pont-Scorff de rattacher à cette commune le Bas Pont-Scorff, qui fait partie de la commune de Cléguer, est refusée par le Conseil général du Morbihan en 1839.
A. Marteville et P. Varin, continuateurs d'Ogée, décrivent ainsi Cléguer en 1843 :

« Cléguer, commune formée de l'ancienne paroisse de ce nom, aujourd'hui succursale. (...) Principaux villages : le Bas Pontscorff, Kerlay, Sénebert, le Pradu, Keradenec, Pilornec, Cosquerquelen, Saint-Étienne, Cartel-Nevez, Kerousse, Lescaouet, Kerrault, Resprient, le Vesit. Superficie totale : 3 192 hectares, dont (...) terres labourables 1 236 ha,  prés et pâturages 196 ha, bois 107 ha, vergers et jardins 11 ha, landes et incultes 1 485 ha, étangs 14 ha (...). Moulins à eau de Michaux, de Kersalo, de Keradenec, de Saint-Yves, de Tronchâteau. La route royale n° 169, dite de Lorient à Proscoff, coupe la commune dans presque toute sa longueur, du sud au nord. Géologie : constitution granitique. On parle le breton. »

Une épidémie de choléra partie de Lorient en octobre 1865 concerna 38 malades (dont 10 morts) en 1866 à Cléguer. La rage sévissait également comme un témoignage le relate en 1898
En décembre 1873 une pétition d'habitants de Cléguer, déposée par le député Audren de Kerdrel, prie l'Assemblée nationale « de rétablir dans le plus bref délai, la royauté en la personne d'Henri V, héritier légitime de la couronne de France ».
En 1878 le Conseil général du Morbihan indique que le chemin allant de Pont-Scorff à Plouay, via Cléguer, est désormais carrossable sur toute sa longueur et que la chaussée allant de Restan-Croinec [Restanscouézec] à la route nationale 169 (actuelle D 769), « qui était très fatiguée par les transports de bois considérables qui s'y effectuent, a été améliorée en 1877. Les travaux en cours d'exécution aux abords du bourg de Cléguer seront terminés cettre année, et cette partie, qui était presque impraticable en hiver, sera alors en bon état d'entretien ».
Le 22 juillet 1881 17 maisons de Cléguer furent la proie des flammes ; l'incendie aurait été allumé par des enfants qui jouaient avec des allumettes.
L'avant-projet de ligne ferroviaire entre Lorient et Gourin est ainsi décrit en 1885 pour la partie concernant Cléguer : « De Pontscorff, la ligne descend et gagne la vallée du Scorff qu'elle remonte sur 4 kilomètres. Elle suit ensuite le ruisseau de Tronchâteau, affluent de la rive gauche du Scorff, et le ruisseau de Becherel, affluent du ruisseau de Tronchâteau, jusqu'à Plouay, sur un parcours d'environ 12 kilomètres ».
Benjamin Girard écrit en 1889 : « La commune de Cléguer tite son nom de masses de rochers sortant de terre et formant crête sur le sommet d'une colline ; elle dépendait jadis de l'ancienne seigneurie de Pontcallec et renfermait la forteresse de Tronchâteau qui, défendue par un rempart très élevé et flanquée de grosses tours, était réputée l'une des meilleurs places de Bretagne. (...) Arrosé par le Scorff, le territoire de Cléguer est très accidenté, pittoresque et parsemé de peites vallées où coulent de nombreux ruisseaux ».
En 1892 la commune de Cléguer acquiert une maison pour en faire une école de garçons (laquelle existait antérieurement à un autre endroit), laquelle est laïcisée en 1894. La construction d'une école de filles est mise en adjudication en 1886.

### LeXXesiècle

#### La Belle Époque
La ligne de chemin de fer d'intérêt local des Chemins de fer du Morbihan, à voie métrique, allant de Lorient à Plouay via Pont-Scorff (elle passait entre le bourg de Pont-Scorff et Lesbin) et Cléguer, ouvrit le 14 septembre 1902 ; la ligne fut prolongée jusqu'à Gourin en 1906. Cette ligne ferma le 11 mars 1947.
Le journal La Dépêche de Brest et de l'Ouest indique dans son édition du 9 décembre 1902 que « des épidémies de fièvre typhoïde ayant éclaté dans les communes de Cléguer, Pont-Scorff et Plouay, aucune permission ou congé ne sera accordé pour aller dans ce[s] commune[s] ».
Une halte ferroviaire est créée en 1903 à Tronchâteau « en raison de la grande distance (2 km) qui sépare la gare actuelle du bourg de Cléguer ». En 1904 une voie supplémentaire en cul-de-sac est construite à la gare de Cléguer pour permettre le stationnement de trains en cours de chargement de pierres (du quartz) provenant d'une carrière voisine de la gare (carrière de Lann-er-Roch).
Une notification de fermeture avant le 2 septembre 1903 de l'établissement scolaire tenu à Cléguer par les religieuses de Saint-Louis de Vannes est prise par le sous-préfet de Lorient en août 1903.
Une pisciculture est installée en 1910 sur les rives d'un affluent du Scorff avec création d'un barrage qui crée l'étang de Kersalo à hauteur du hameau de Tronchâteau.
Un décret du président de la République en date du 8 décembre 1911  autorise la création d'un bureau de bienfaisance dans la commune de Cléguer.

#### La Première Guerre mondiale
Le monument aux morts de Cléguer porte les noms de 86 soldats et marins morts pour la France pendant la Première Guerre mondiale ; parmi eux 3 sont décédés en Belgique (François Le Blainvaux et Louis Le Stunff sont décédés dès le 22 août 1914 et Jean Colin le 13 décembre 1915) ; 4 dans les Balkans lors de l'expédition de Salonique (Pierre Groix, Louis Le Ménach et  Joseph Le Puil en Grèce, Jean Le Bouëdec dans l'actuelle Macédoine du Nord) entre 1915 et 1918 ; Joseph Flégéo et Louis Nicolas sont morts en captivité en Allemagne ; la plupart des autres sont décédés sur le sol français, à l'exception de deux marins disparus en mer (Pierre Carré et Jean Le Gleut).
Par ailleurs le monument aux morts de Cléguer porte les noms de 5 soldats décédés hors conflit dont 4 en 1920, donc après la Première Guerre mondiale.

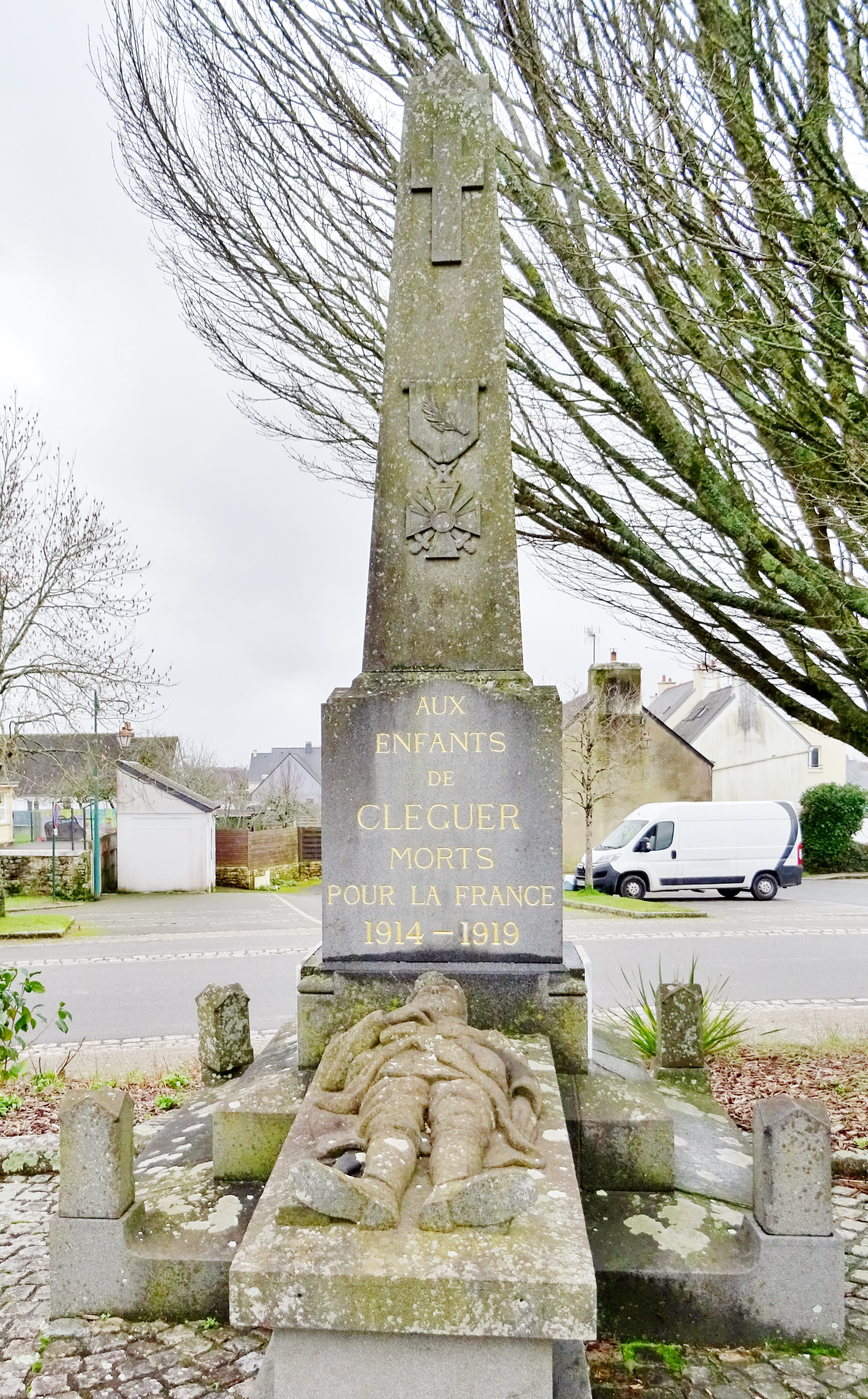
Le monument aux morts de Cléguer : vue d'ensemble.
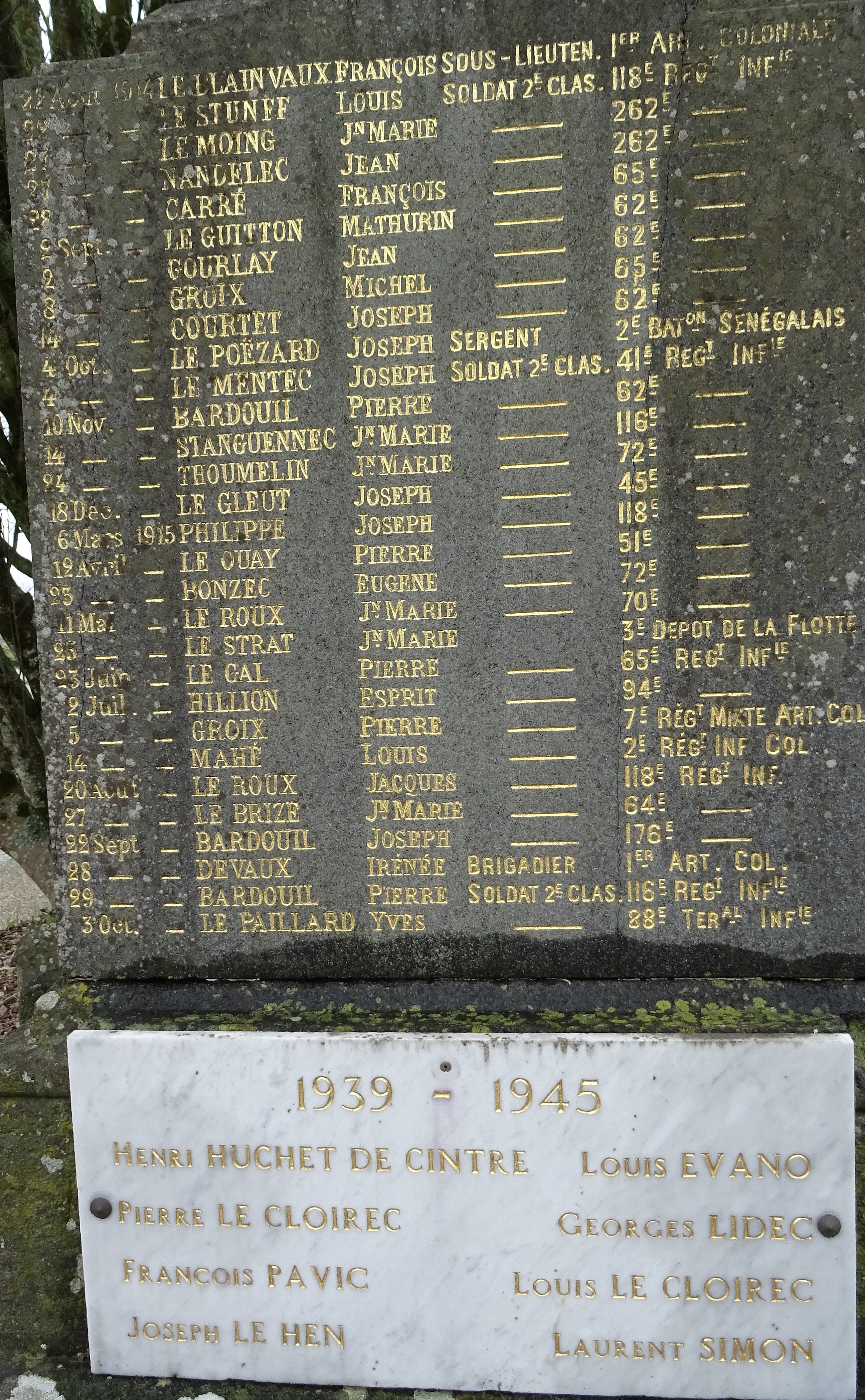
Monument aux morts de Cléguer : liste des morts pour la France, partie 1.
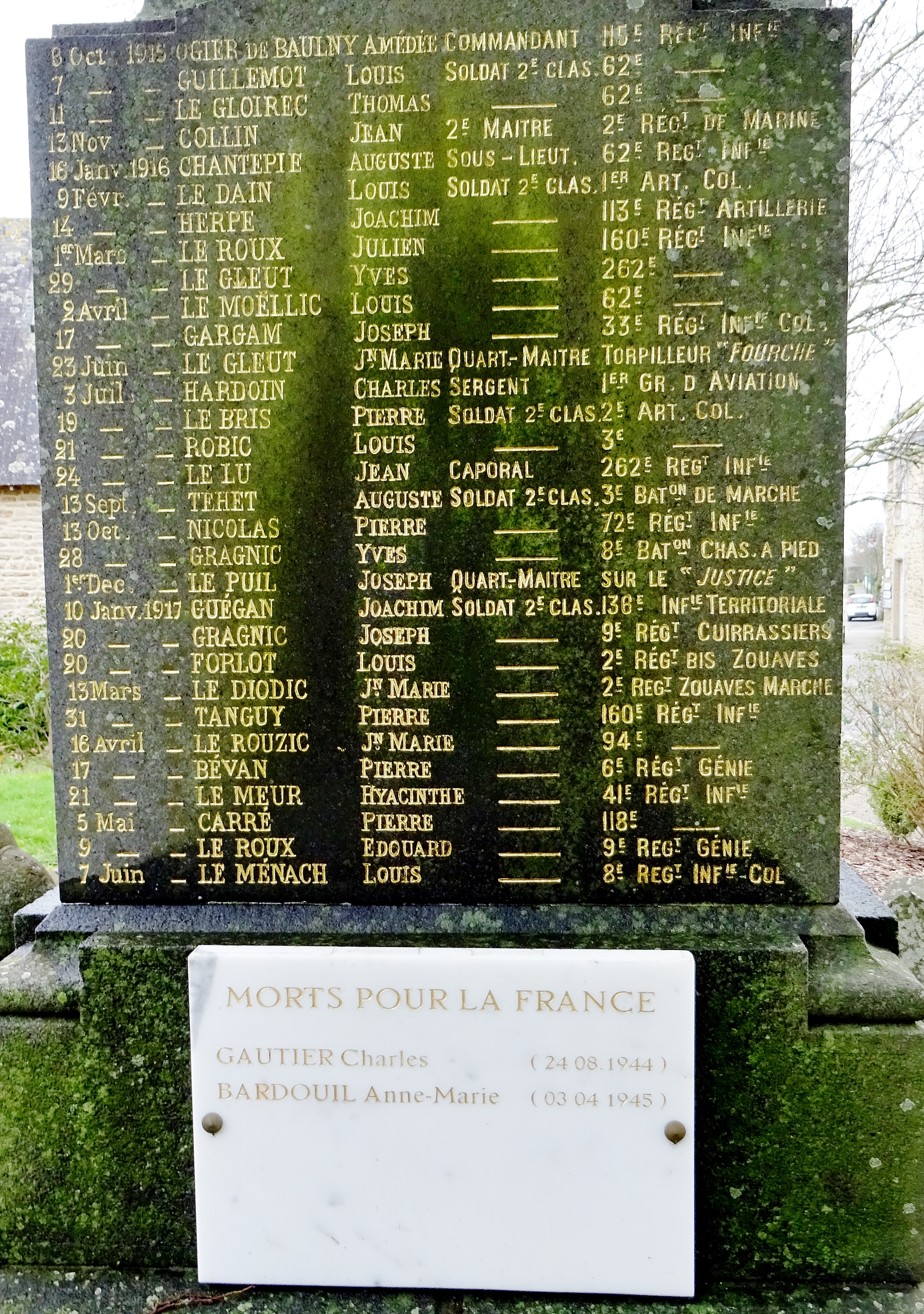
Monument aux morts de Cléguer : liste des morts pour la France, partie 2.
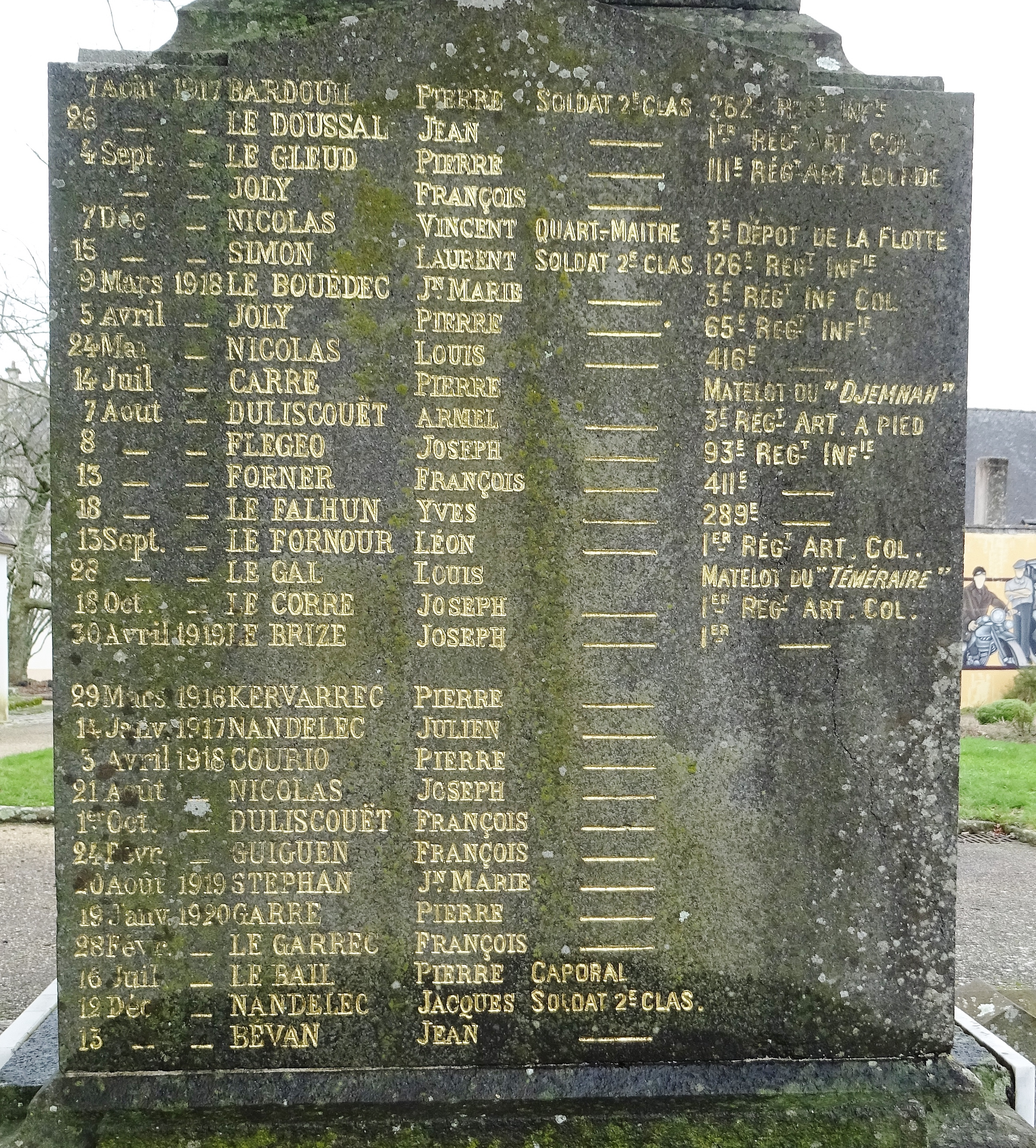
Monument aux morts de Cléguer : liste des morts pour la France, partie 3.

#### L'Entre-deux-guerres
Une "Fête du Scorff et de la bruyère" était organisée chaque année au Bas Pont-Scorff (situé en fait dans la commune de Cléguer).

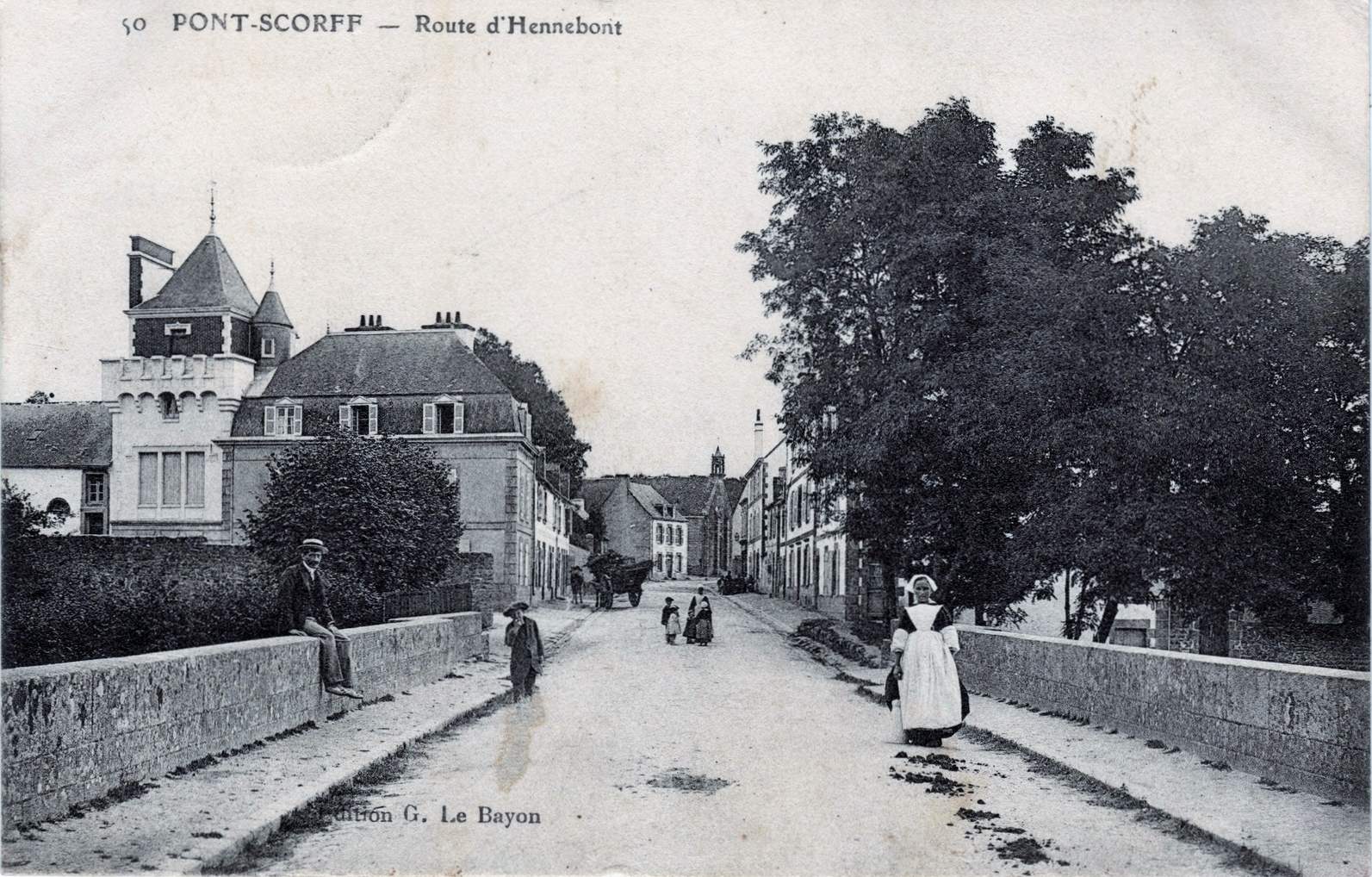
Le Bas Pont-Scorff en Cléguer : la route d'Hennebont (actuelle D 26) vue depuis le "Pont Neuf" (carte postale, 1908).

Les 27 et 28 novembre 1928 quatre mariages se déroulèrent à Cléguer et firent l'objet d'un long article et de photographies dans l'hebdomadaire Le Nouvelliste du Morbihan.

#### La Seconde Guerre mondiale
Le monument aux morts de Cléguer porte les noms de 10 personnes mortes pour la France pendant la Seconde Guerre mondiale : parmi elles Henri Huchet de Cintré, membre du 27e bataillon de chars de combat décédé le 4 juin 1940 à Cambron (Somme) et Charles Gautier, résistant, tué à l'ennemi le 22 août 1944 à Caudan. Jacques Grout de Beaufort Mort pour la France, est assassiné par les allemands à Cléguer le 4 aout 1944.
Parmi les victimes civiles de la guerre, François-Marie Le Guennec, décédé à Saint-Guénaël en Cléguer le 13 février 1943.

#### L'après Seconde Guerre mondiale
L'abbé Le Portz, vicaire à Cléguer, crée le patronage Stiren et un club de football, le Stiren Football Club dont les statuts sont déposés en novembre 1945.
En juin 1947 des ménagères de certains villages de Cléguer (l'Enfer et ses environs) protestèrent contre la répartition de la farine (alors rationnée) au sein de la commune, qui, selon elles, privilégiait le bourg à leur détriment.
Les travaux de remembrement effectués en 1957 dans la commune entraînèrent la découverte de trois tumuli datant de l'âge du bronze à Kelleverin.

## Politique et administration

### Liste des maires
| Période                                  | Période    | Identité                 | Étiquette          | Qualité |
| ---------------------------------------- | ---------- | ------------------------ | ------------------ | --- |
| Les données manquantes sont à compléter. |            |                          |                    | |
| 1790                                     |            | Pierre-Augustin Gardye   |                    | Prêtre Chapelain des seigneurs de Meslien depuis 1782. Premier maire de la commune. Devenu recteur de Cléguer en 1803.                                                                                             |
| avant 1793                               |            | François Bauvais         |                    | |
| 1800                                     | 1806       | Yves Le Priol            |                    | Boulanger |
| 1806                                     | 1813       | Jean-François Javelet    |                    | |
| 1814                                     | 1825       | Pierre Hello             |                    | Laboureur |
| 1825                                     | 1832       | Jean Guiguin             |                    | Laboureur-cultivateur |
| 1832                                     | 1841       | Pierre Yves Le Prat      |                    | Menuisier |
| 1841                                     | 1860       | Albin Mellou             |                    | |
| 1860                                     | 1871       | Pierre- Marie Adol       |                    | Marchand de bois et boulanger |
| 1871                                     | 1888       | Charles Huon de Kermadec |                    | Habitait le château de Meslien. |
| 1888                                     | 1894       | Armand Huchet de Cintré  |                    | Capitaine de frégate Chevalier de la Légion d'honneur Habitait le château de Meslien. |
| 1894                                     | 1925       | Jean Marie Adol          |                    | Marchand de bois Fils de Pierre Marie Adol, maire entre 1860 et 1871 |
| 1925                                     | après 1932 | Joseph Le Guennec        | Union républicaine | Réélu en 1932 |
| avant 1937                               |            | François Le Ferrand      |                    | Propriétaire |
| Les données manquantes sont à compléter. |            |                          |                    | |
| 1945                                     | mars 1977  | Joachim Henrio           |                    | Boulanger Pendant ses mandats l'eau courante et l'électricité des servirent tous les villages de la commune ; il lança aussi le remembrement.                                                                      |
| mars 1977                                | mars 1983  | Félix Le Gleut           |                    | Ancien adjoint au maire Il ouvrit une école maternelle publique, ce qui suscita quelques remous. |
| mars 1983                                | juin 1995  | Louis Le Couriaud        |                    | Masseur-kinésithérapeute Il fit construire une nouvelle mairie, des salles polyvalente et de judo, l'aménagement de la Malterie, de la Longère et de la médiathèque et lança un programme de 36 logements sociaux. |
| juin 1995                                | mars 2014  | Robert Rémot             | DVD                | Chef d'entreprise retraité, maire honoraire Vice-président de Cap l'Orient |
| mars 2014 Réélu en 2020                  | En cours   | Alain Nicolazo           | DVD                | Expert-comptable 1er vice-président de Lorient Agglomération (2020 → ) |

## Démographie
L'évolution du nombre d'habitants est connue à travers les recensements de la population effectués dans la commune depuis 1793. Pour les communes de moins de 10 000 habitants, une enquête de recensement portant sur toute la population est réalisée tous les cinq ans, les populations de référence des années intermédiaires étant quant à elles estimées par interpolation ou extrapolation. Pour la commune, le premier recensement exhaustif entrant dans le cadre du nouveau dispositif a été réalisé en 2007.

En 2022, la commune comptait 3 404 habitants, en évolution de +2,35 % par rapport à 2016 (Morbihan : +3,82 %, France hors Mayotte : +2,11 %).
| 1793  | 1800  | 1806  | 1821  | 1831  | 1836  | 1841  | 1846  | 1851  |
| ----- | ----- | ----- | ----- | ----- | ----- | ----- | ----- | ----- |
| 2 067 | 2 069 | 2 070 | 2 097 | 2 120 | 2 111 | 2 004 | 2 130 | 2 122 |

| 1856  | 1861  | 1866  | 1872  | 1876  | 1881  | 1886  | 1891  | 1896  |
| ----- | ----- | ----- | ----- | ----- | ----- | ----- | ----- | ----- |
| 2 003 | 1 914 | 1 934 | 1 988 | 2 177 | 2 246 | 2 268 | 2 267 | 2 258 |

| 1901  | 1906  | 1911  | 1921  | 1926  | 1931  | 1936  | 1946  | 1954  |
| ----- | ----- | ----- | ----- | ----- | ----- | ----- | ----- | ----- |
| 2 367 | 2 244 | 2 265 | 2 188 | 2 234 | 2 136 | 2 013 | 2 474 | 2 174 |

| 1962  | 1968  | 1975  | 1982  | 1990  | 1999  | 2006  | 2007  | 2012  |
| ----- | ----- | ----- | ----- | ----- | ----- | ----- | ----- | ----- |
| 1 956 | 1 798 | 1 922 | 2 946 | 3 009 | 3 061 | 3 272 | 3 305 | 3 291 |

| 2017  | 2022  | - | - | - | - | - | - | - |
| ----- | ----- | - | - | - | - | - | - | - |
| 3 323 | 3 404 | - | - | - | - | - | - | - |

## Lieux et monuments
- Église paroissiale Saint-Gérand[67] (XIIe siècle-XIXe siècle), dédiée à saint Gérand, qui serait un moine du Xe siècle d'origine germanique (incertain ; selon Dom Lobineau, on honore en fait à sa place depuis une décision de l'évêque de Vannes Charles de Rosmadec datant de 1665 saint Sezny[68]), qui a aussi donné son nom à la commune de Saint-Gérand[69]. L'édifice est couvert de charpente. La nef romane (XIIe siècle) de cinq travées ouvre sur les bas-côtés par des arcs de plein cintre portés par des piles abattues en chanfrein[70] à simple tailloir. Elle est prolongée au XVe siècle par une partie gothique caractérisée par ses arcs brisés reposant sur des colonnes à chapiteaux non décorés. Au XIXe siècle sont construites la tour à l'ouest supportant le clocher (de style néoclassique et datant de 1888) et la chapelle de la Vierge formant un bras de transept au nord[71]. Léglise possède des fonts baptismaux datant du XVe siècle (présentant à leur base des bustes humain sculptés en haut-relief ainsi qu'une cuve hexagonale) et une Vierge de Pitié du XVIe siècle[72].

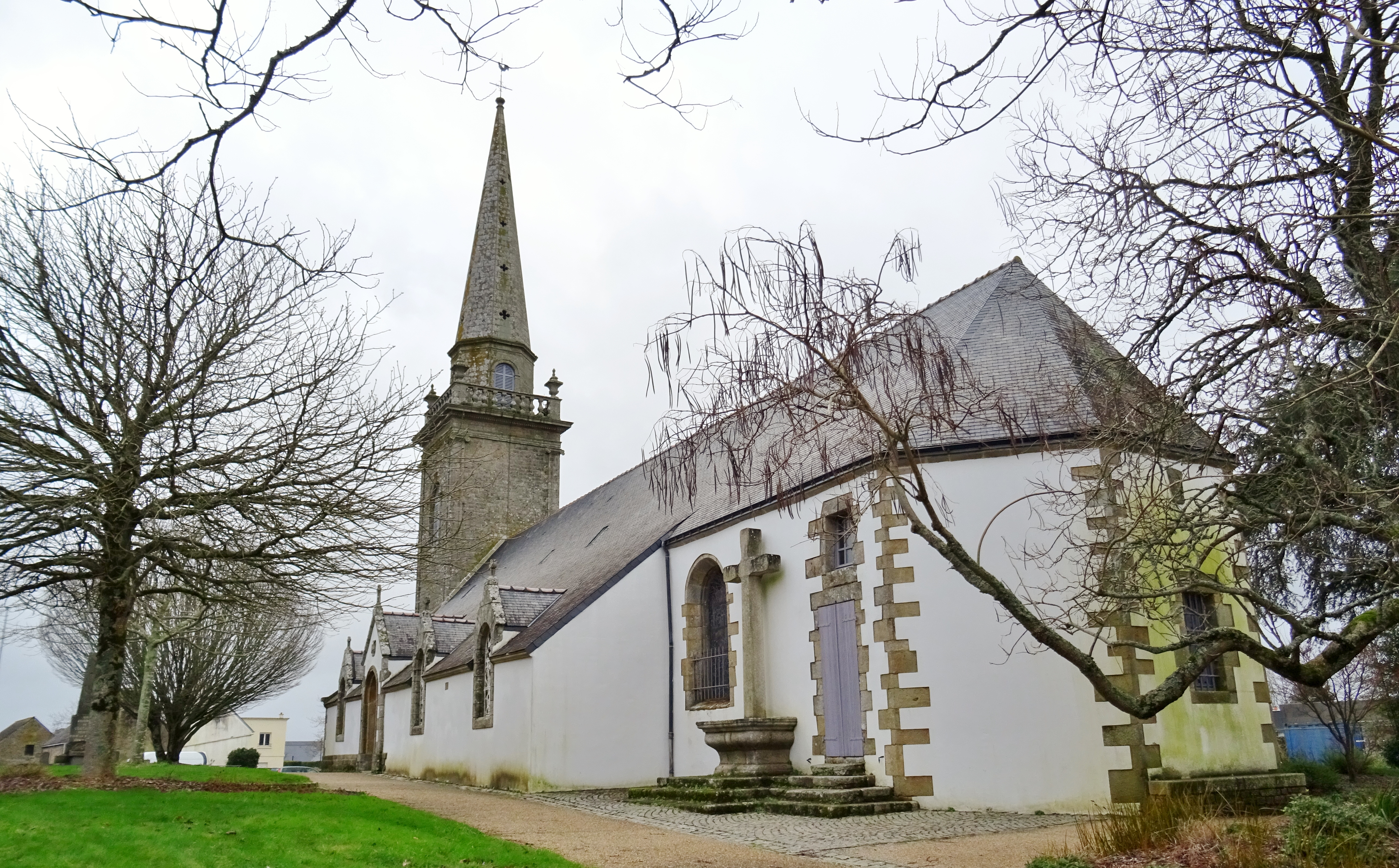
Église paroissiale Saint-Gérand, vue extérieure d'ensemble.
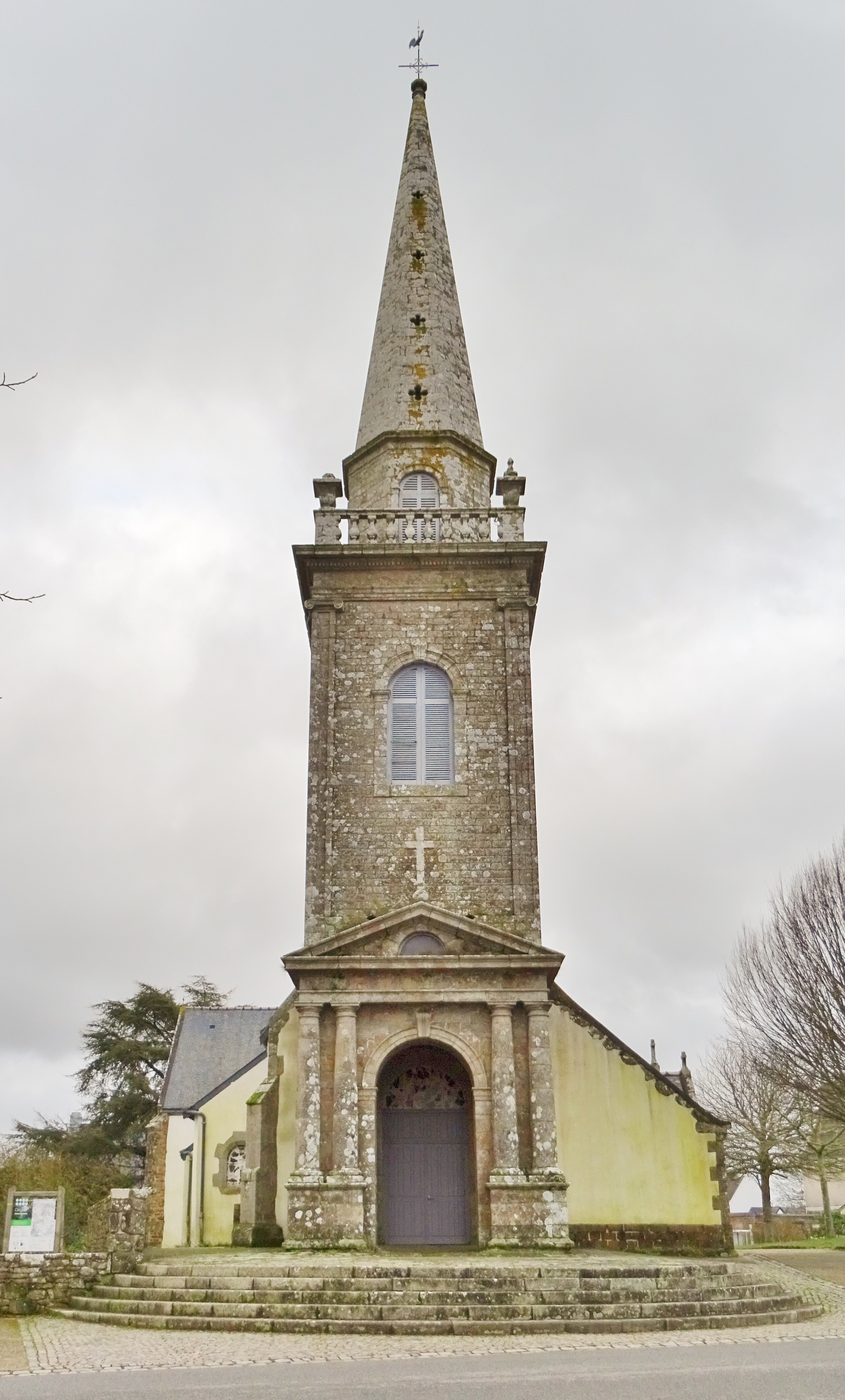
Église paroissiale Saint-Gérand, façade et clocher.

- La chapelle Notre-Dame de Bonne-Nouvelle, située au Bas Pont-Scorff. Cette chapelle a probablement été édifiée au XIIIe siècle (il en reste les hauts contreforts du pignon occidental et une petite fenêtre ébrasée au sud de la chapelle) ; mais elle a subi des transformations importantes au XVIe siècle (le chœur a été alors refait) et au XVIIIe siècle (le grand fenestrage de style flamboyant a été bouché, les baies et le clocheton remaniés). L'ex-voto du Saint-Pierre rappelle que le Bas Pont-Scorff était traditionnellement un village de pêcheurs et que ceux-ci venaient chercher secours et protection dans cette chapelle. Un obus allemand tombé le 10 octobre 1944 endommagea partiellement la chapelle[73]. Un gisant datant du XIIIe siècle ou du XIVe siècle, connu sous le nom de "La dame de Tronchâteau" se trouve dans la chapelle[74].

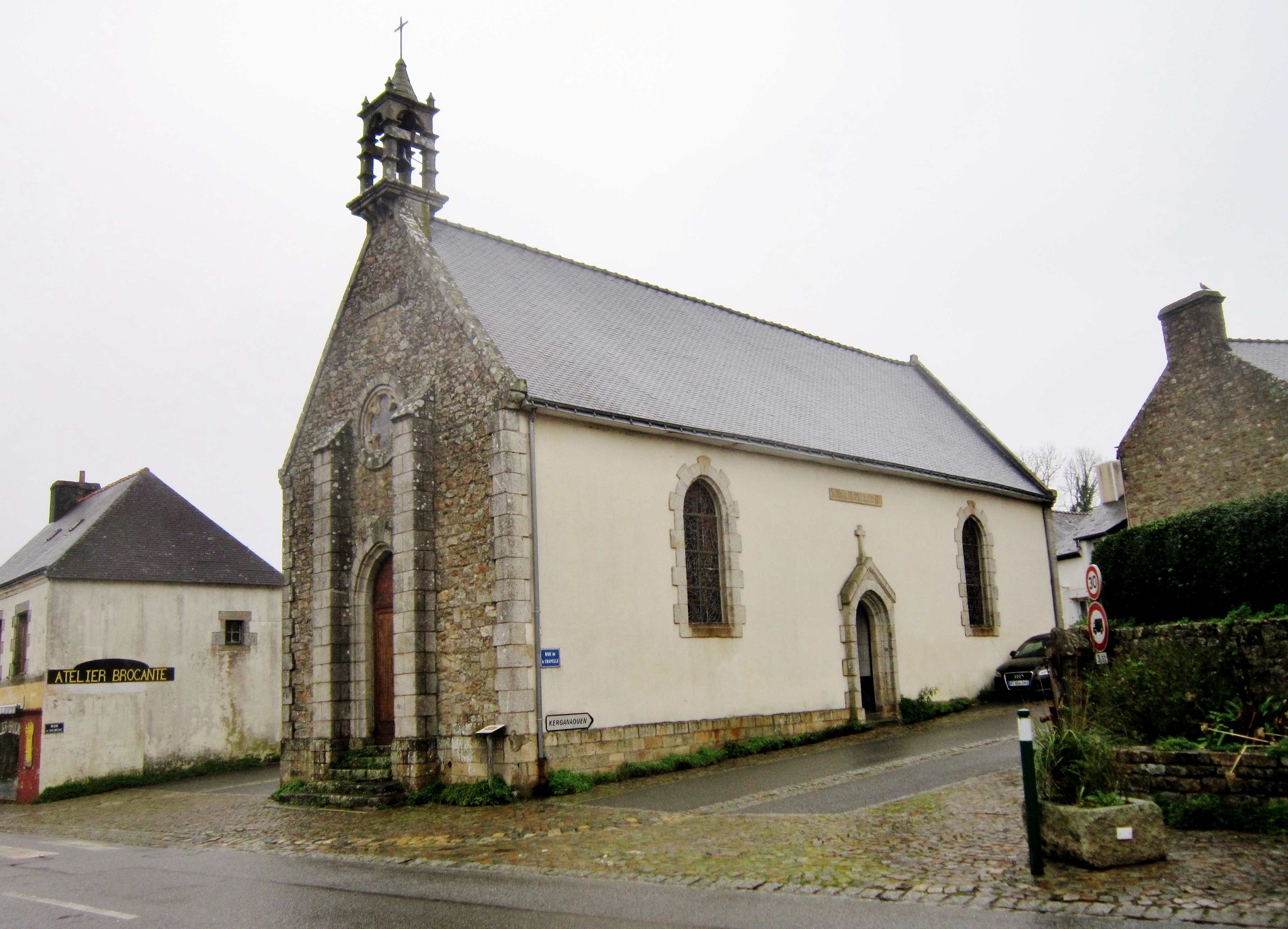
Chapelle Notre-Dame-de-Bonne-Nouvelle, vue extérieure d'ensemble.
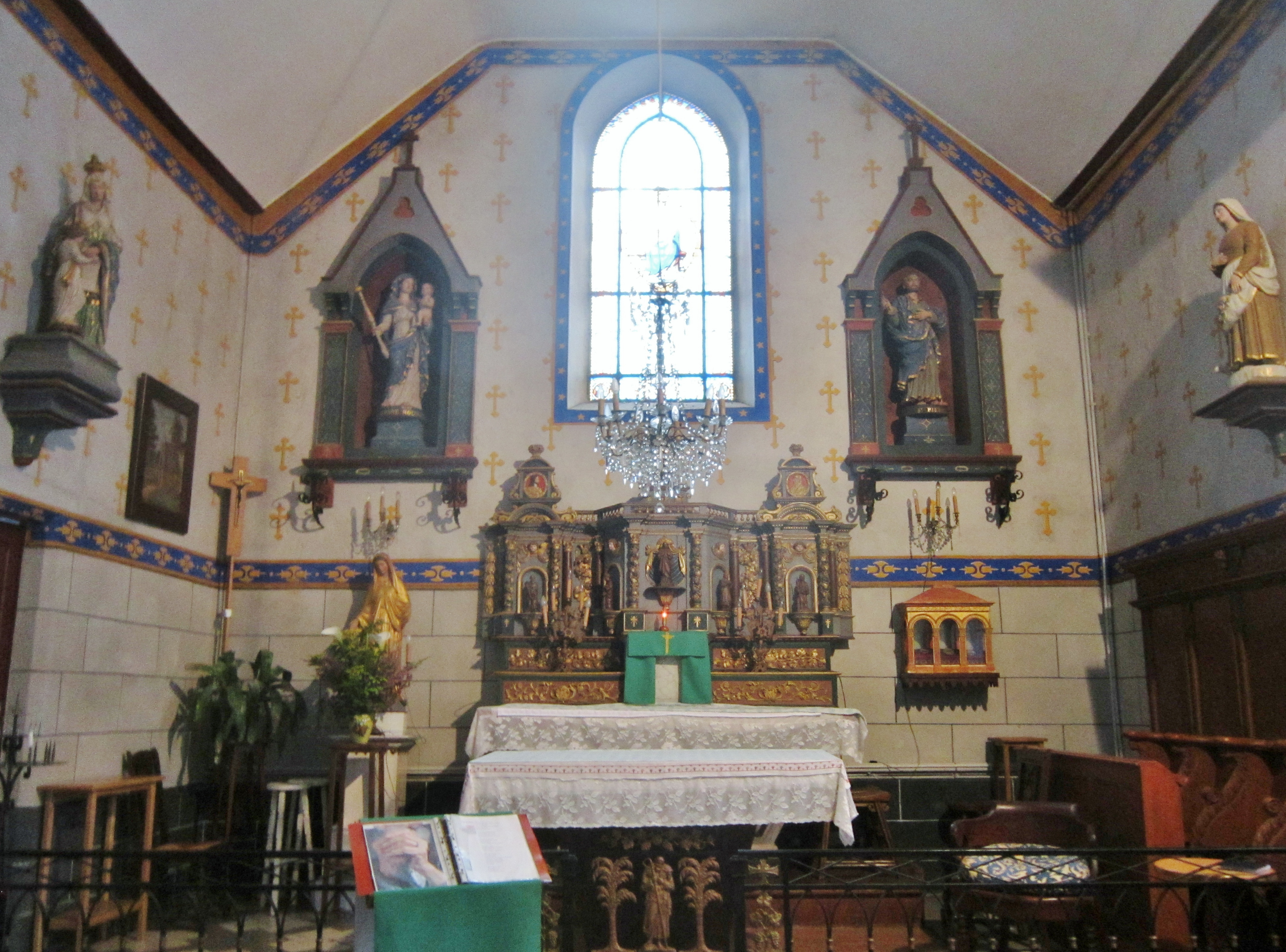
Chapelle Notre-Dame-de-Bonne-Nouvelle, le chœur.
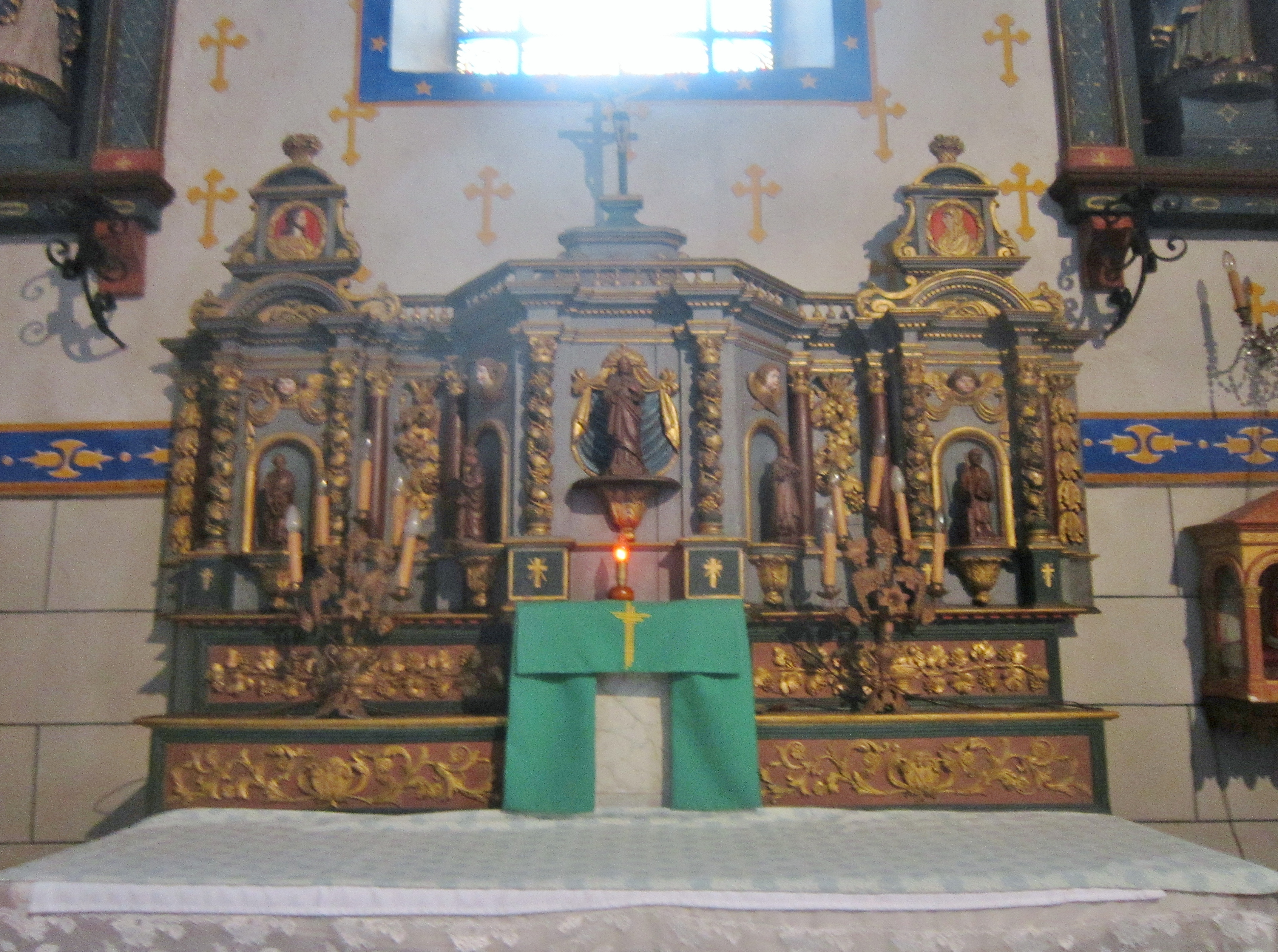
Chapelle Notre-Dame-de-Bonne-Nouvelle, le maître-autel et son retable.
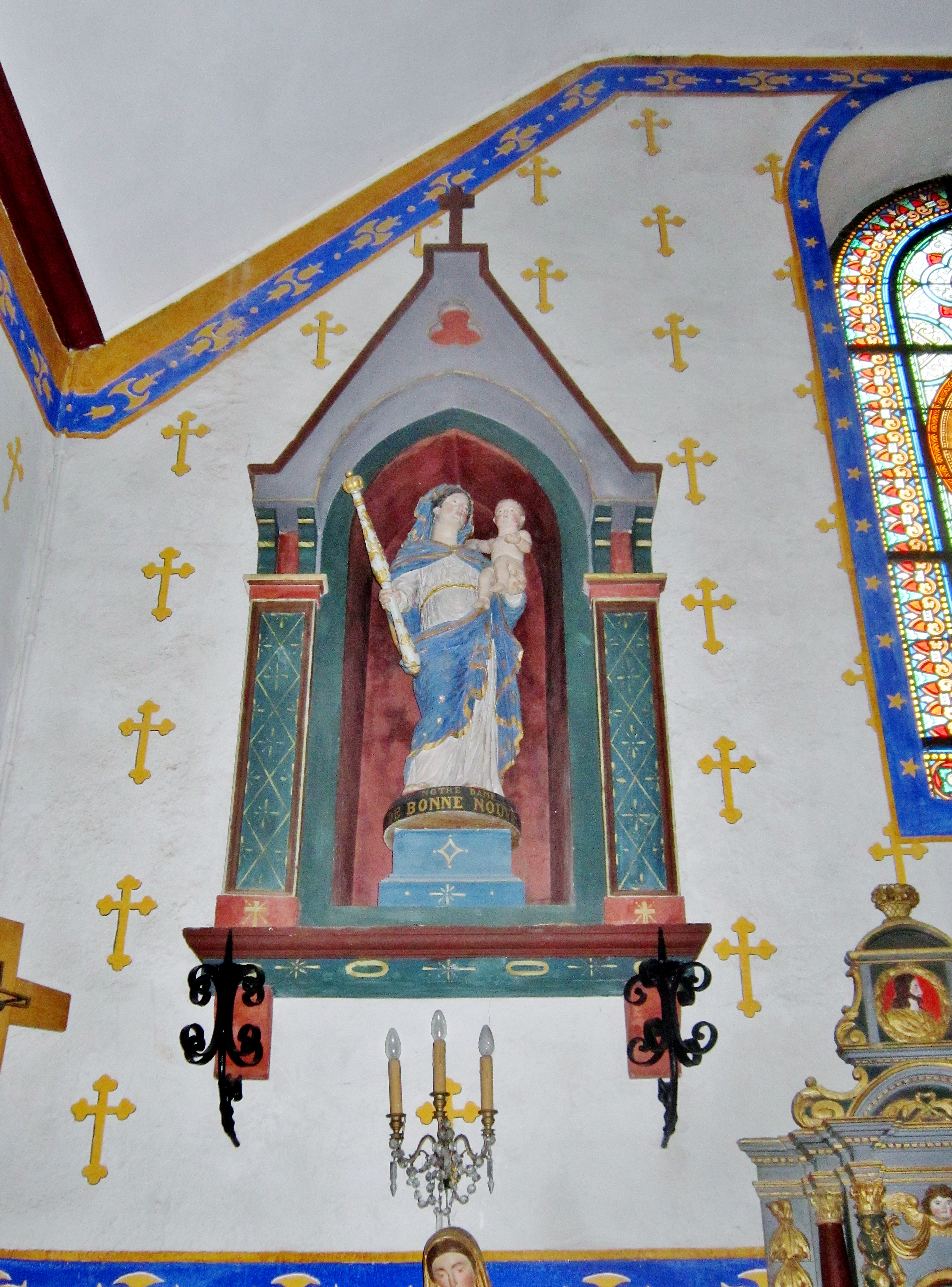
Chapelle Notre-Dame-de-Bonne-Nouvelle, statue de Notre-Dame-de-Bonne-Nouvelle.
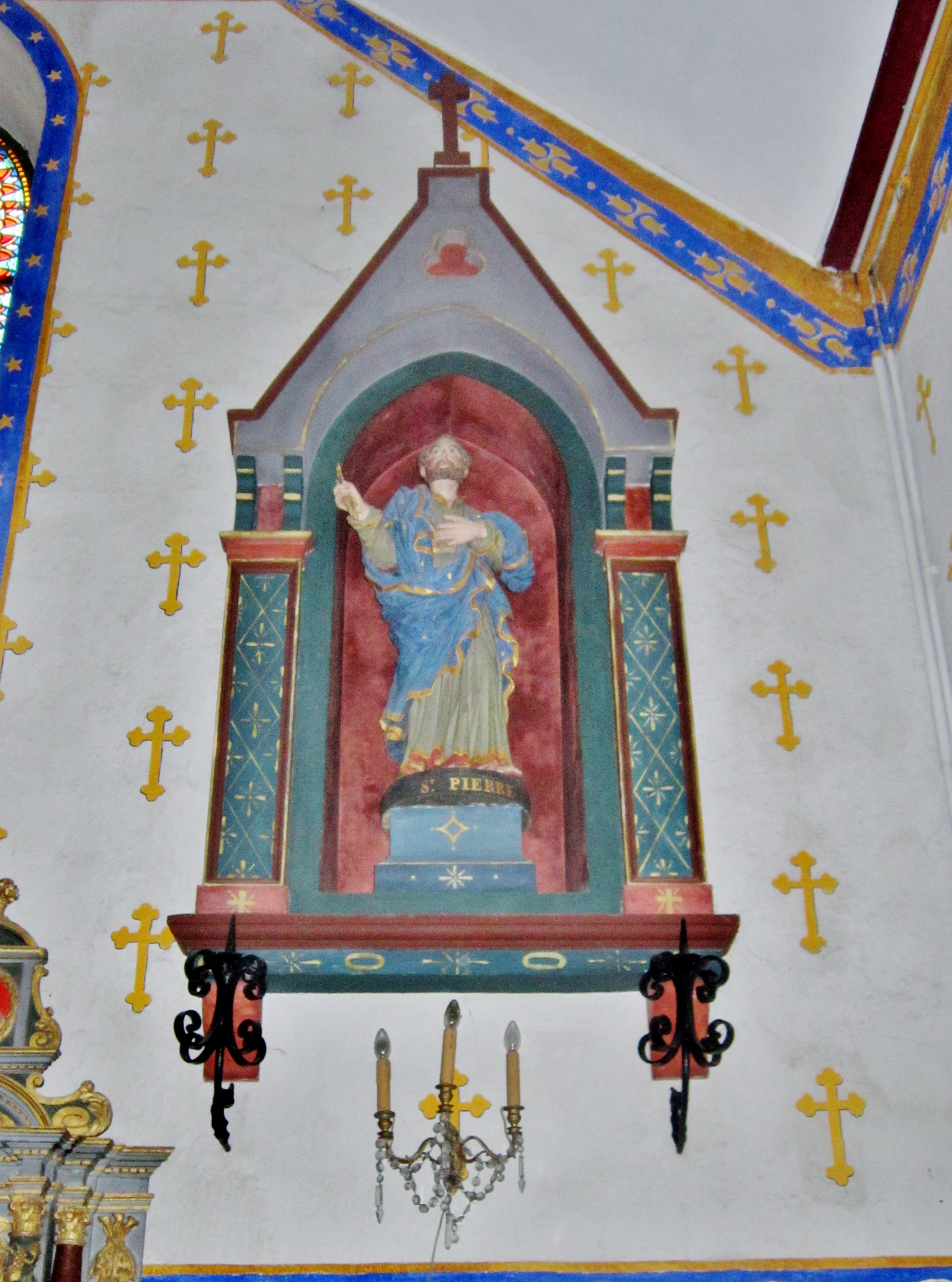
Chapelle Notre-Dame-de-Bonne-Nouvelle, statue de saint Pierre, le deuxième saint patron de la chapelle.
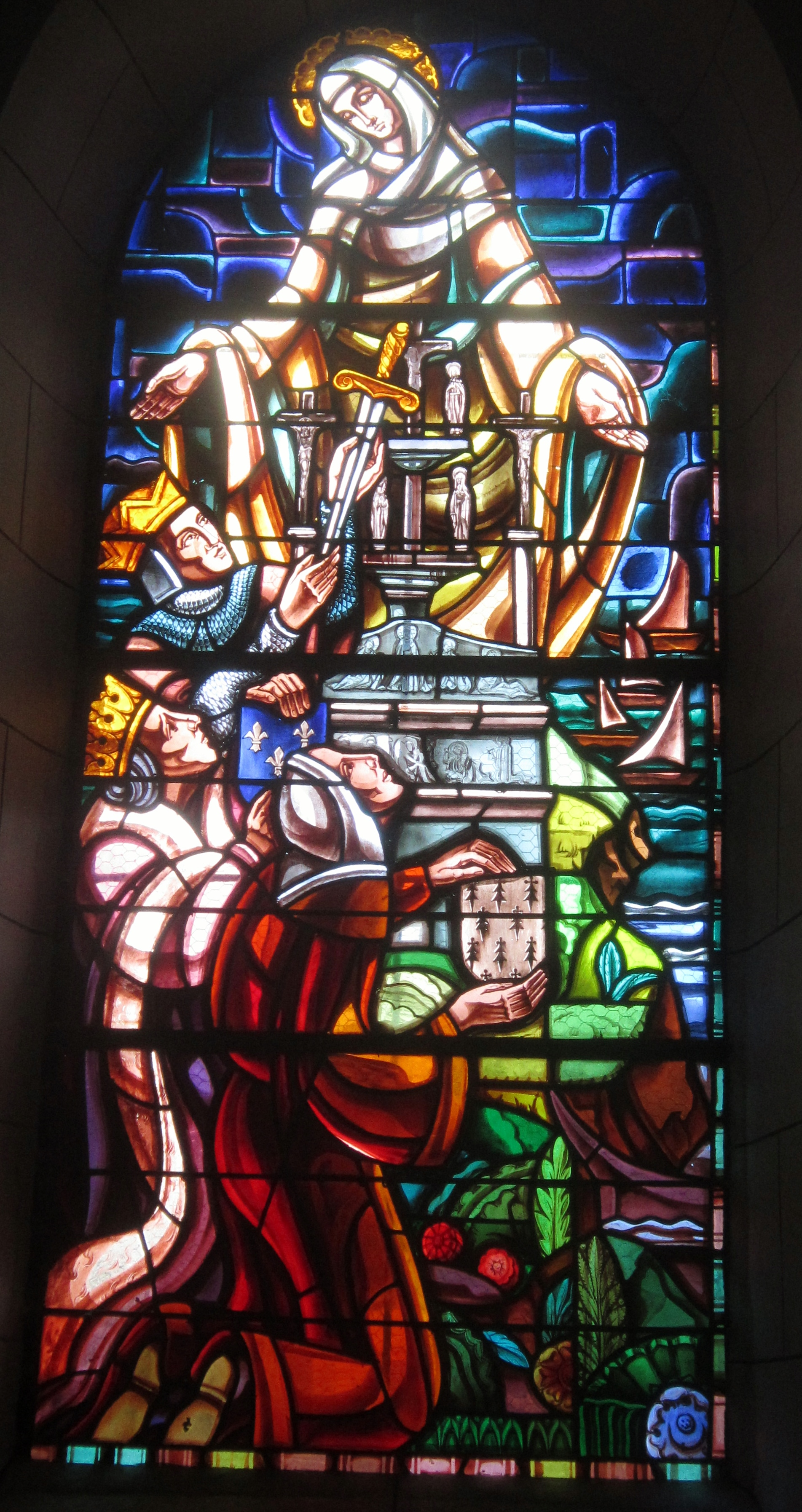
Chapelle Notre-Dame-de-Bonne-Nouvelle, vitrail "Consécration de la France à la Vierge par Louis XIII" (1638).
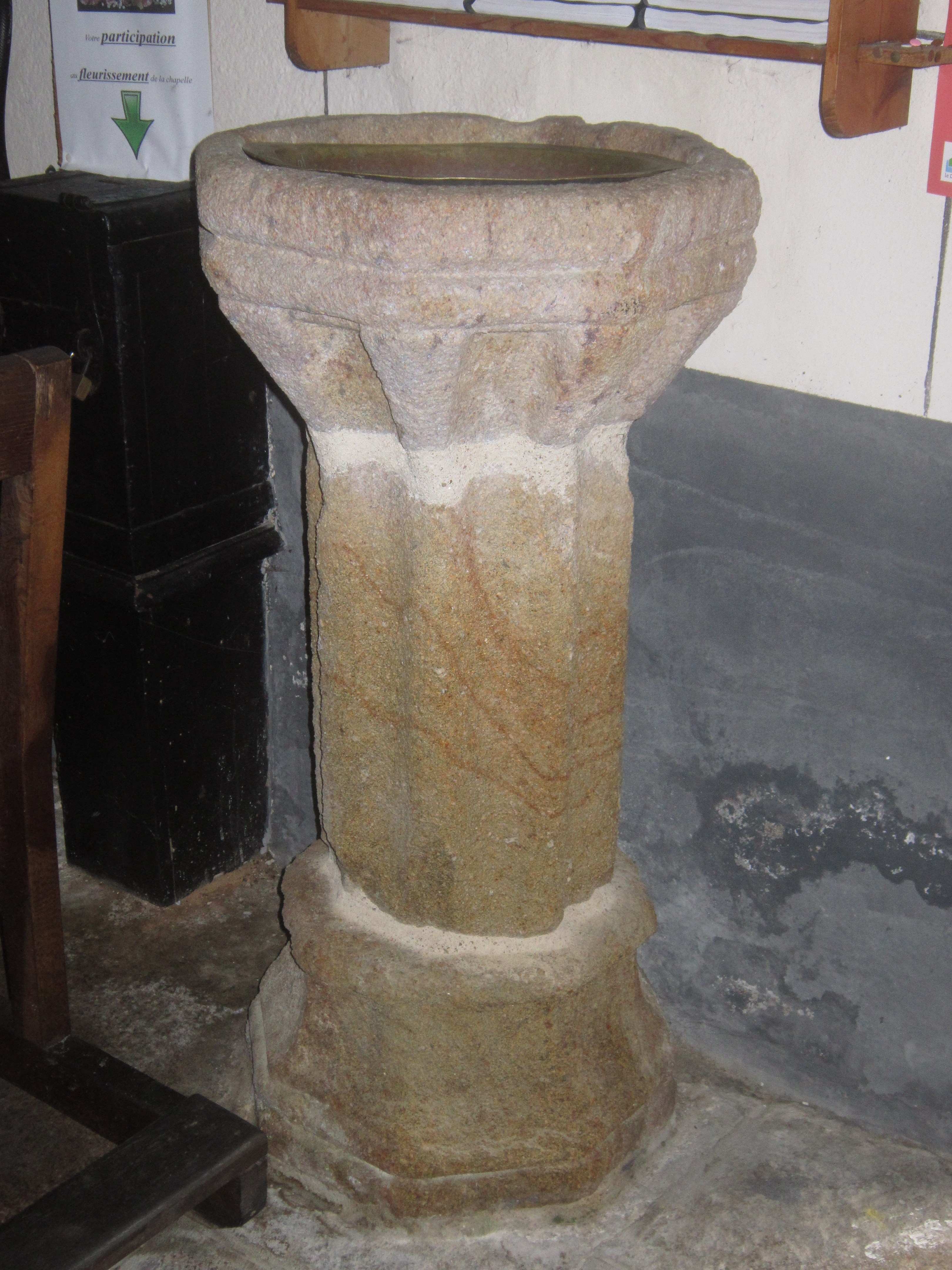
Chapelle Notre-Dame-de-Bonne-Nouvelle, bénitier.
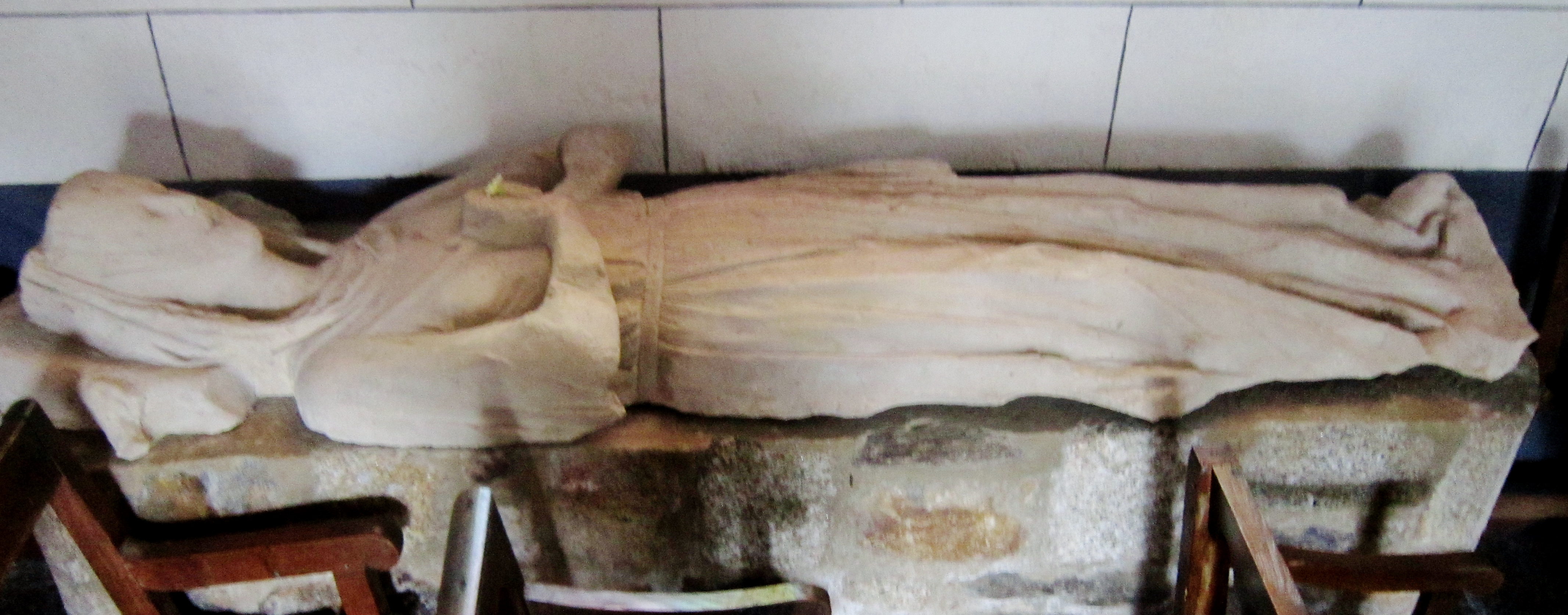
Chapelle Notre-Dame-de-Bonne-Nouvelle, gisant de la "Dame de Tronchâteau" (peut-être celui de la duchesse Marie de Limoges).
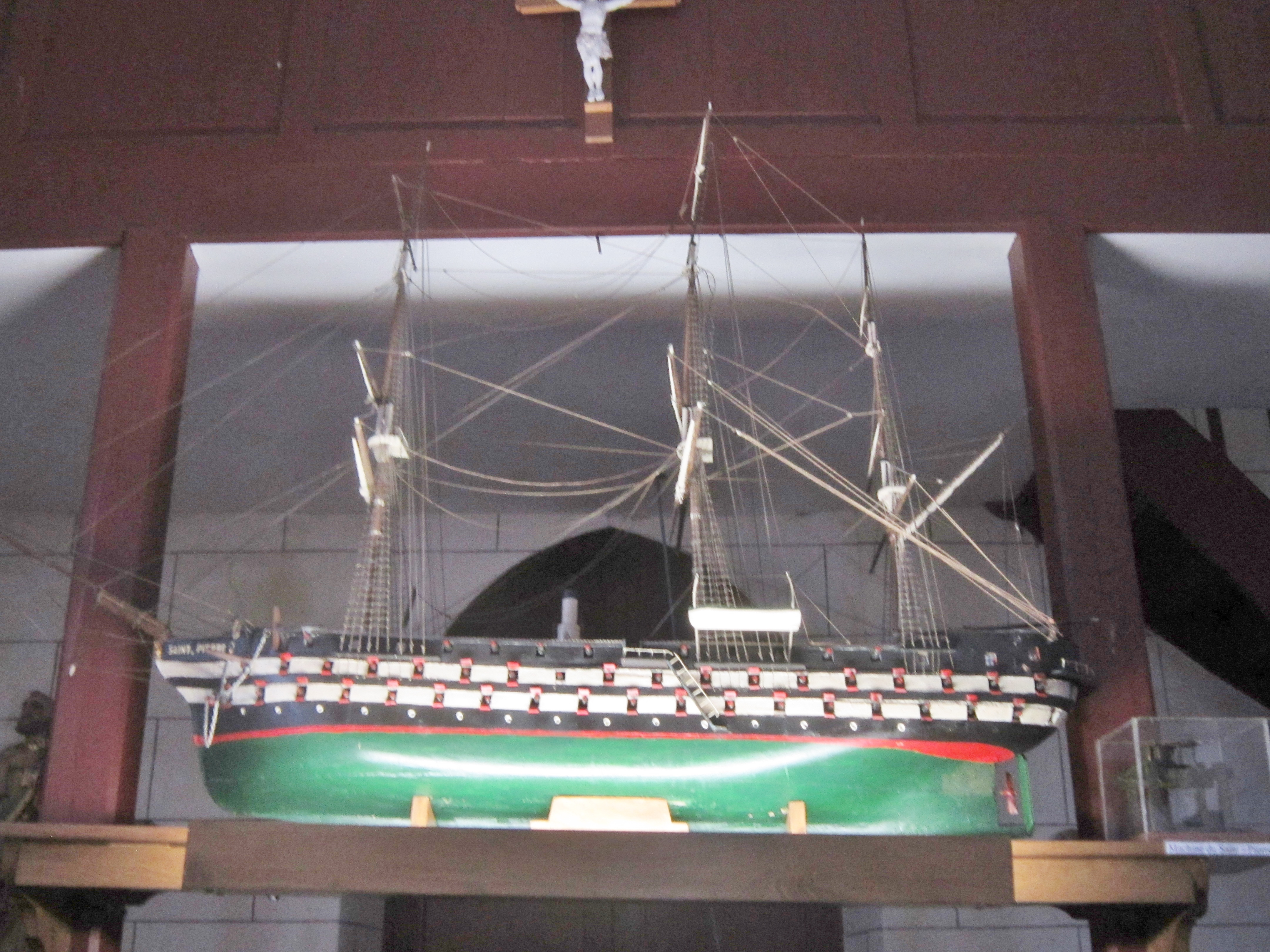
Ex-voto du vaisseau mixte Saint-Pierre, construit en 1850 (vers 1890-1895).

- La chapelle Saint-Guénaël (XVIe siècle-XVIIe siècle).

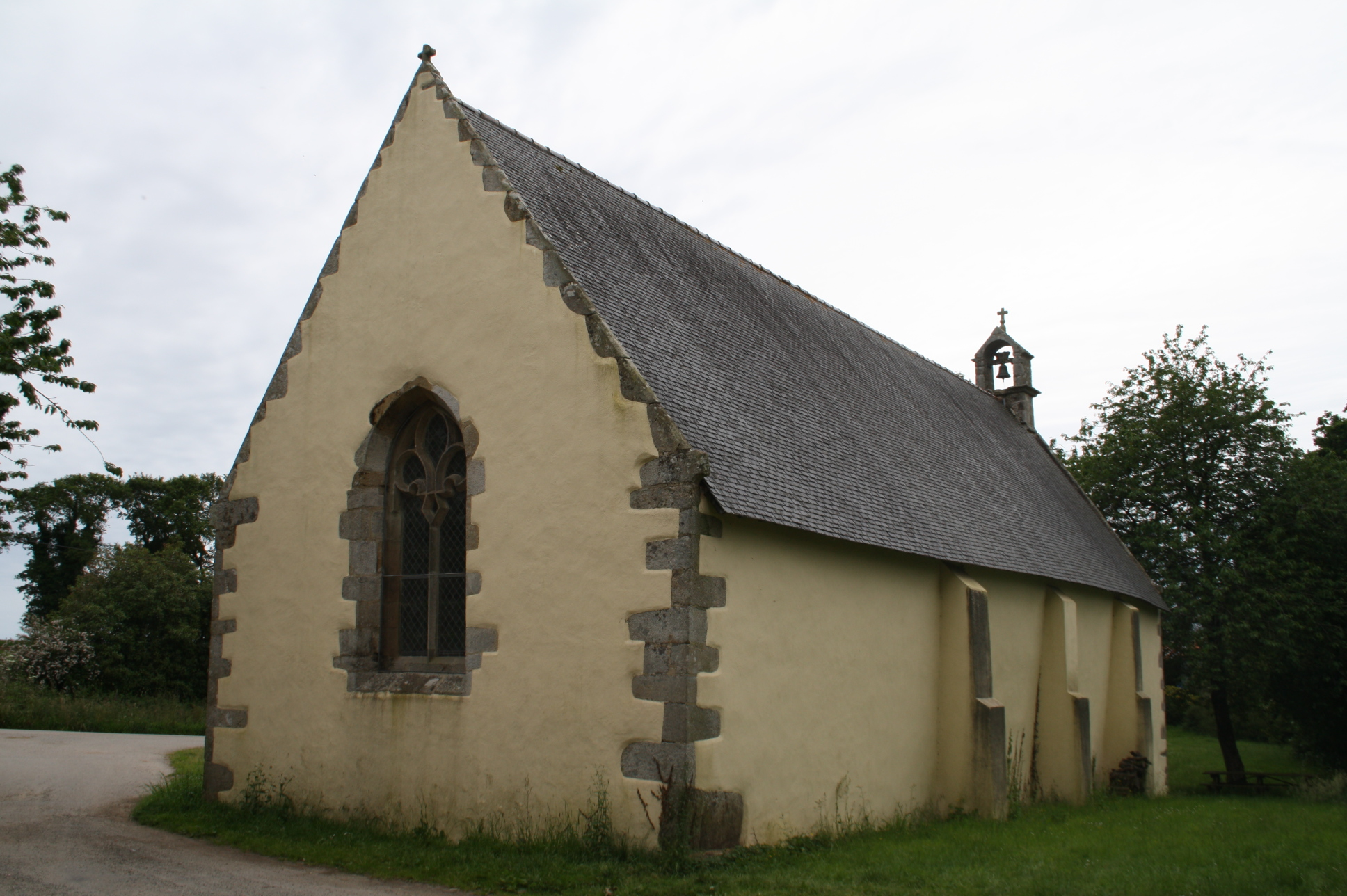
Chapelle Saint-Guénaël.

- La chapelle Saint-Étienne : de plan rectangulaire, elle a été construite entre la fin du XVIe siècle et le début du XVIIe siècle ; ses ornementations sont de style gothique (portes décorées de tores, choux frisés, archivoltes et fleurons), mais aussi médiéval (animaux fantastiques au pied des rampants). Dominée par un clocheton carré à flèche pyramidale, sa façade occidentale abrite la scène de la Lapitation de saint Étienne (lequel fut condamné à être lapidé par la foule en présence de Saul (le futur saint Paul, alors complice de la foule). La chapelle a été restaurée en 1990 (charpente et lambris refaits); elle possède des statues de saint Étienne et de saint Roch qui datent du XVIIIe siècle.

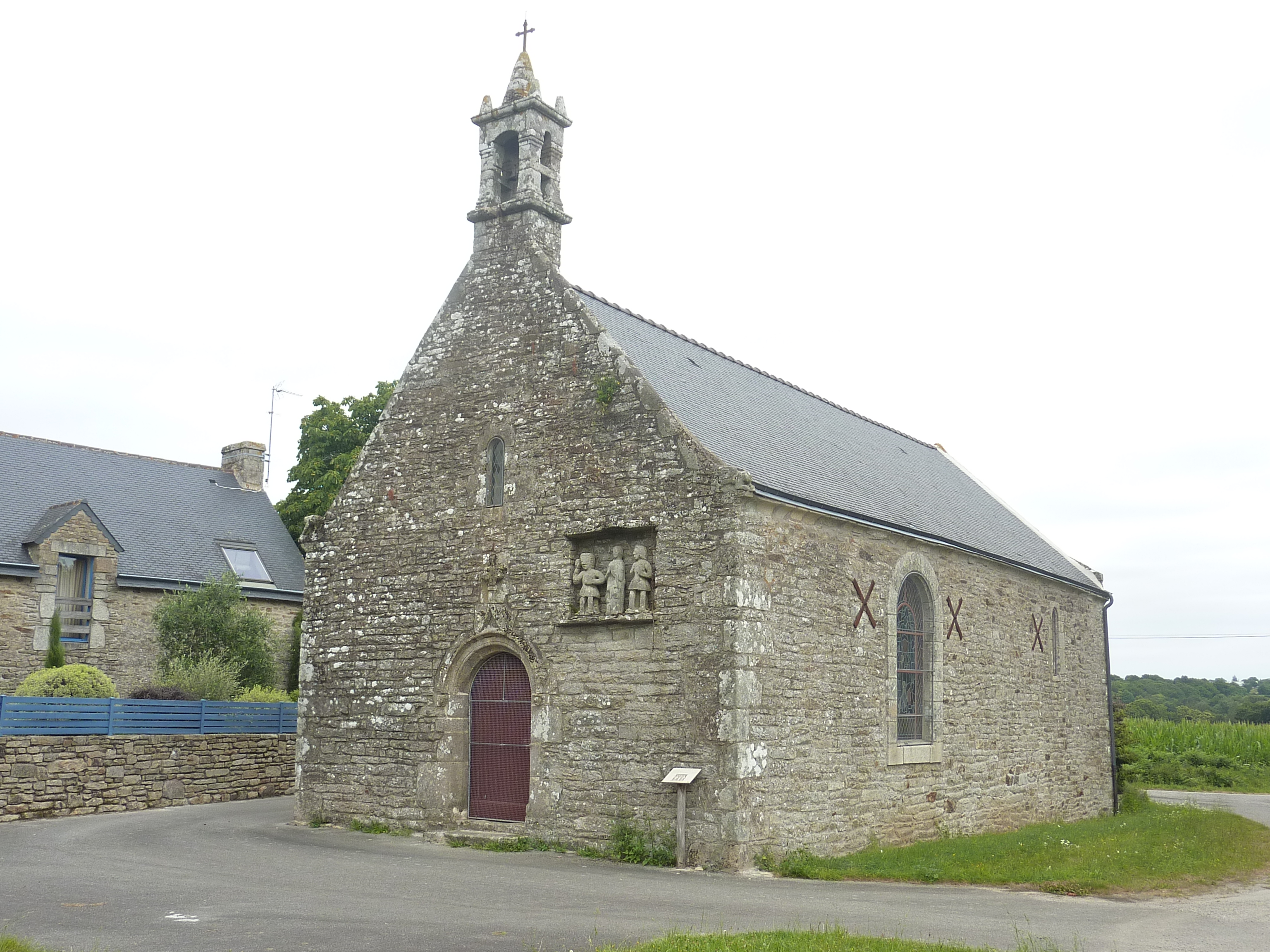
La chapelle Saint-Étienne, vue extérieure d'ensemble.
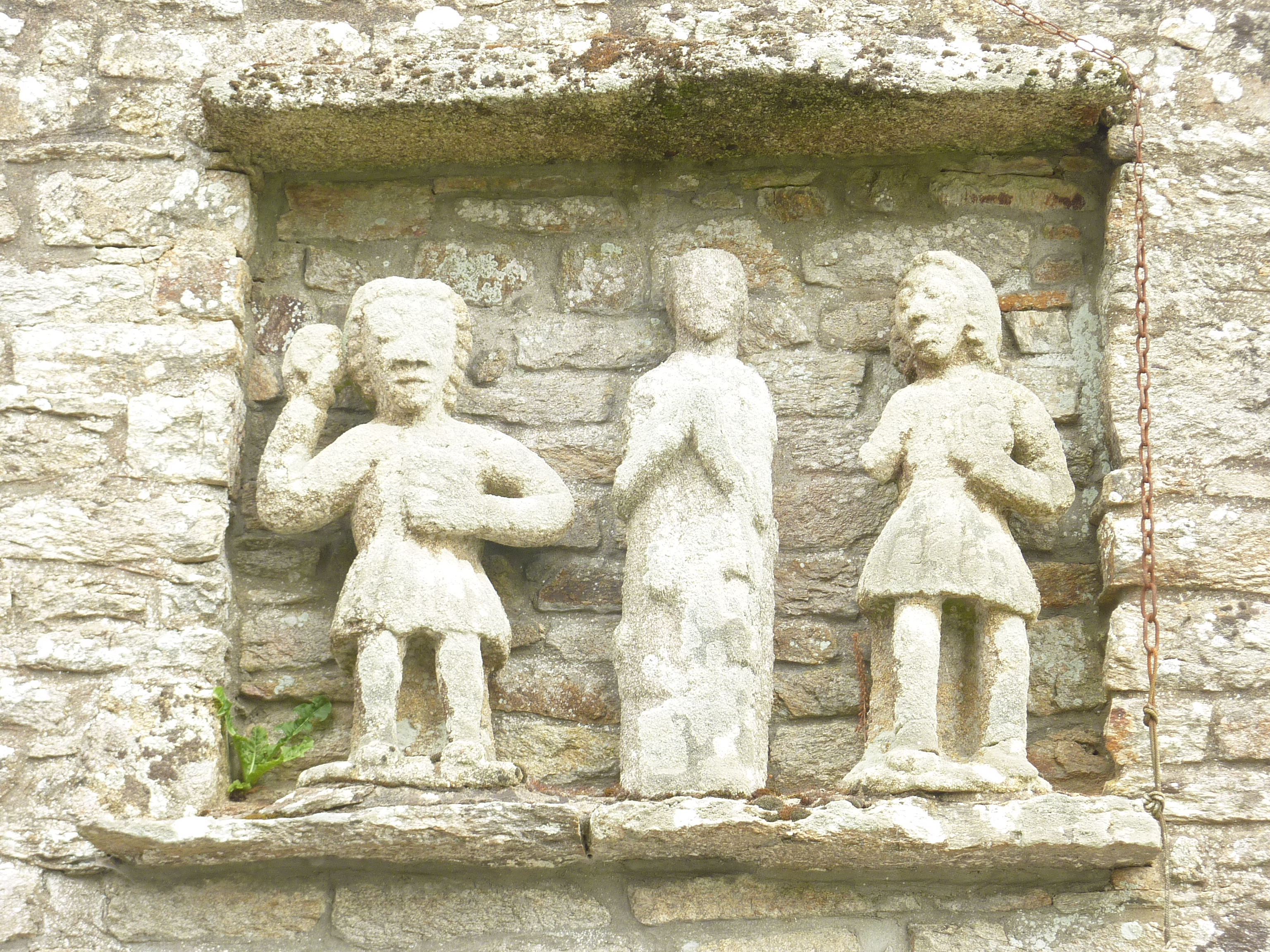
Bas-relief représentant saint Étienne, un de ses bourreaux et saint Paul sur un mur extérieur de la chapelle Saint-Étienne.

- La chapelle de Saint-Nicolas, Keryard (XIXe siècle)[67].
- Le château de Meslien : l'ancien manoir est attesté en 1448, mais est en ruines vers la fin du XVIIIe siècle et remplacé par le château actuel, de type malouinière, construit peu avant la Révolution française[75] par Charles de Robecq[Note 21]. Il est orné au-dessus de l'entrée principale d'un cadran solaire portant le millésime de 1566. Son jardin d'agrément date de la décennie 1780[76] (propriété privée). Il est inscrit à l'inventaire général du patrimoine culturel[77] ;

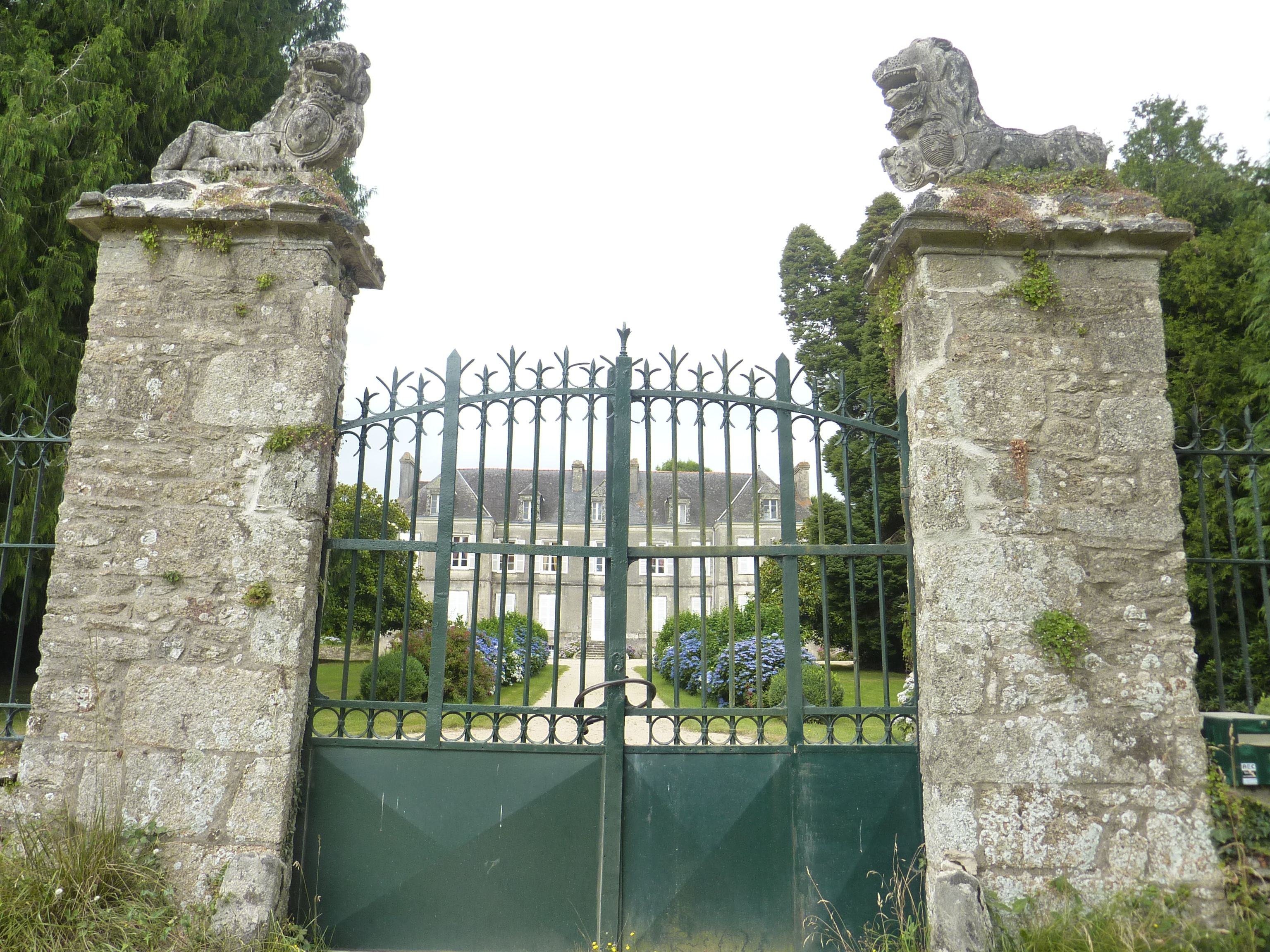
Le château de Meslien, portail d'entrée.
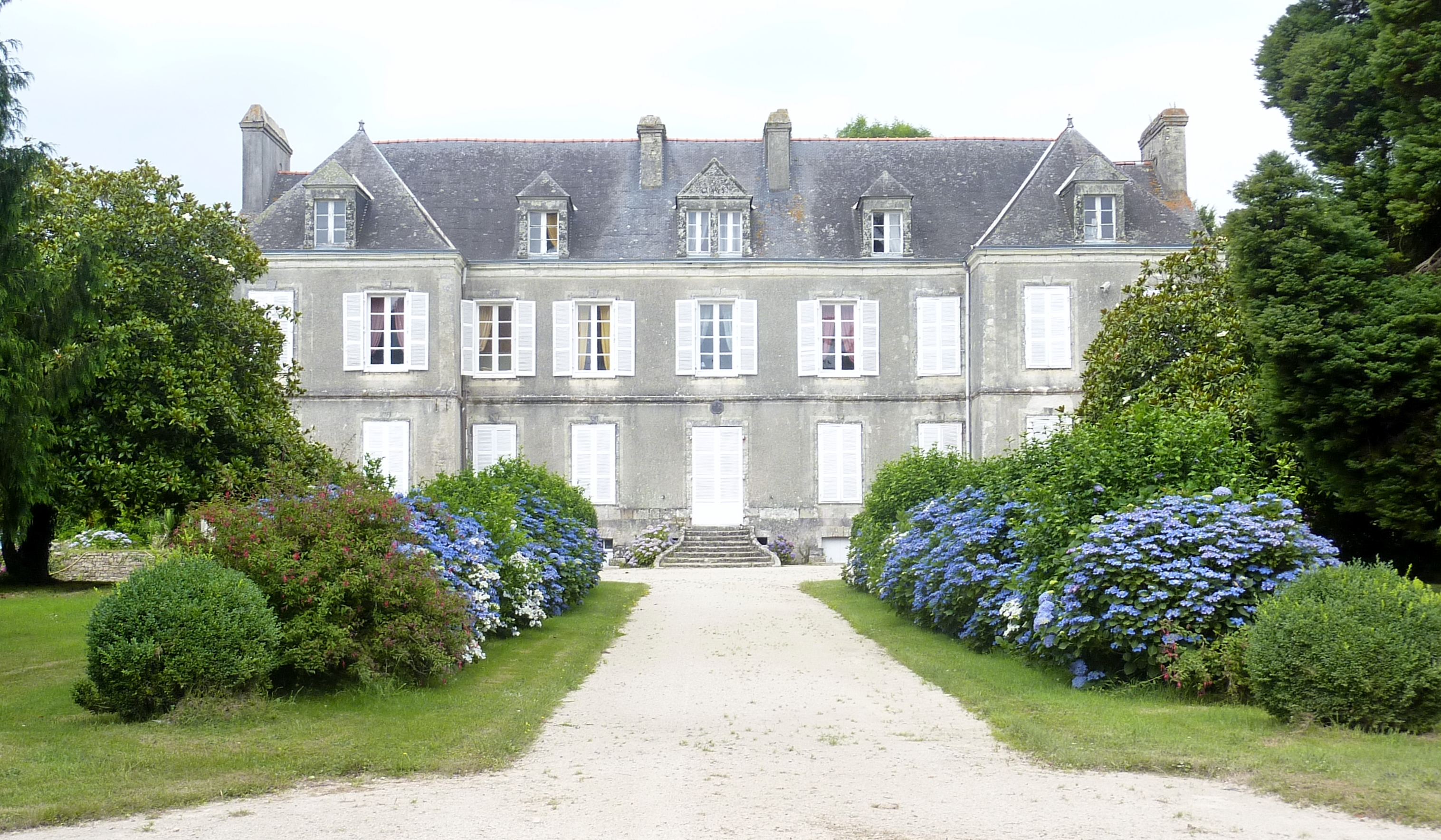
Le château de Meslien, vue extérieure d'ensemble.

- Le château de Tronchâteau : le château actuel date de 1812 ; le moulin qui était à proximité a disparu ; l'étang subsiste, mais il pose des problèmes de continuité écologique pour les poissons migrateurs et sa digue soulève quelques inquiétudes. Il est inscrit à l'inventaire général du patrimoine culturel[78] ;
- Le moulin à eau Saint-Yves, sur le Scorff, date de 1831 (il a été aménagé en restaurant et lieu de réception)[79] ;
- Le pont Saint-Jean, dit aussi pont Romain, sur le Scorff, entre le Bas et le Haut Pont-Scorff, est à cheval sur les communes de Pont-Scorff et Cléguer, de même que le "Pont Neuf" (sur la D 26).

## Personnalités liées à la commune
- Jean-Louis-Antoine Huon de Kermadec (né en 1778 à Rennes, décédé en 1835 au château de Meslien en Cléguer), magistrat (il fut conseiller à la cour royale de Rennes et président de Cour d'assises) et amoureux de la langue bretonne, chanteur de gwerz : Charles Le Goffic dans La vie amoureuse de La Tour-d'Auvergne a écrit :« Nul n'était plus habile que La Tour d'Auvergne à lever un sone, voire un beau gwerz pathétique, sinon peut-être son voisin de Morlaix, Huon de Kermadec, le Rouget de Lisle de la Chouannerie » car il fut l'auteur de  Barner ar Vretoned, considéré comme l'hymne des Chouans. Il démissionna lors de la révolution de Juillet en 1830[80].